# Roméo et Juliette, de la haine à l'amour
Pour les articles homonymes, voir Roméo et Juliette (homonymie).
Roméo et Juliette, de la haine à l'amour est une comédie musicale française du musicien et auteur-compositeur-interprète français Gérard Presgurvic, créée en 2001 au palais des congrès de Paris et inspirée de la pièce de William Shakespeare Roméo et Juliette.

## Synopsis
À Vérone, une haine farouche oppose deux grandes familles : les Montaigu et les Capulet. Lorsque Roméo, l'héritier des Montaigu, se glisse au bal donné par les Capulet, il fait la connaissance de la fille de ses hôtes, la belle Juliette. De cette rencontre naît un amour passionnel qui précipitera les jeunes gens dans la tragédie...

## Argument détaillé

### Acte I
La haine ancestrale existant entre les deux familles les plus puissantes de Vérone, les Montaigu et les Capulet, se transforme le plus souvent en violence entre les deux parties. N’en pouvant plus, le Prince de Vérone décrète, sous peine de mort, l’interdiction absolue de tout combat dans la ville entre les deux factions (Vérone).
De leurs côtés, alors que Lady Capulet et Lady Montaigu dénoncent la violence des deux clans (La Haine), Roméo (le fils unique des Montaigu) et Juliette (la fille unique des Capulet) sont à la recherche du véritable amour (Un jour).
Chez les Capulet, un bal est organisé afin que Juliette puisse rencontrer le Comte Pâris, qui vient de demander sa main (La Demande en mariage, Tu dois te marier).
Pendant ce temps, Roméo et ses deux meilleurs amis, Benvolio et Mercutio, traînent dans les rues de Vérone et chantent à tue-tête leur envie de plaisirs simples (Les Rois du monde, La Reine Mab).
Plus tard, Roméo confie qu’il a peur. De quoi ? Il ne le sait pas vraiment mais la Mort, entité macabre et évanescente, rôde autour de lui (J’ai peur). Alors, dans l’espoir de le distraire, Benvolio et Mercutio le persuadent de les accompagner, déguisés, au bal qui se tient chez les Capulet (Le Bal).
Là, dès le premier regard que pose Juliette sur lui, Roméo tombe amoureux d’elle, sans toutefois savoir qui elle est exactement (L’Amour heureux). Tybalt reconnaît Roméo et en informe les Capulet. C’est alors que Roméo et Juliette apprennent par la Nourrice qui ils sont l’un pour l’autre, à savoir l’enfant de leur pire ennemi (Le Bal 2).
Dévasté car il aime secrètement Juliette, Tybalt reconnaît qu’il n’est nourri que de haine et de mépris (C’est pas ma faute).
Après le bal, Juliette trouve refuge dans sa chambre et rêve de Roméo (Le Poète), qui finalement vient la courtiser en prenant de grands risques, dans le jardin des Capulet. Ils échangent des vœux d’amour, et décident de se marier le plus rapidement possible (Le Balcon).
Sachant que leurs deux familles ne seront jamais d’accord sur cette union, Roméo se rend chez le Frère Laurent, et le prie de les unir. Ce dernier accepte, espérant que ce mariage scellera la réconciliation entre les deux familles (Par amour).
Le lendemain, Roméo rejoint ses amis, et dit à la Nourrice, dont tout le monde se moque (Les Beaux, les Laids), que le Frère Laurent est d’accord pour célébrer le mariage l’après-midi même. La Nourrice, qui aime Juliette comme sa propre fille, lui annonce la bonne nouvelle (Et voilà qu’elle aime). Finalement, Roméo et Juliette deviennent mari et femme devant Dieu (Aimer).

### Acte II
Le lendemain, Benvolio et Mercutio retrouvent Roméo et l’accusent de les avoir trahis (On dit dans la rue).
Dans les rues de Vérone, Tybalt cherche Roméo afin de le tuer (C’est le jour). Cependant, il croise d’abord Mercutio, qui le provoque. Refusant de se faire insulter en public, Tybalt le provoque à son tour en duel (Le Duel). La Mort suit la scène avec intérêt. Roméo arrive et, en appelant à la paix, s’interpose entre les deux ennemis. Malheureusement, en plein combat, Tybalt atteint Mercutio sous le bras de Roméo et le blesse mortellement. Guidé par la culpabilité, la vengeance et l’insouciance de la jeunesse, Roméo tue Tybalt (Mort de Mercutio).
Les deux familles, plongées dans le deuil, réclament vengeance auprès du Prince (La vengeance). Finalement, ce dernier bannit Roméo de Vérone et réfléchit à ce que représente le pouvoir (Le Pouvoir).
Dans sa chambre, Juliette apprend les deux mauvaises nouvelles par sa Nourrice. Elle se retrouve partagée entre l’amour pour son cousin et celui qu’elle éprouve pour son époux. De son côté, Roméo se réfugie chez le Frère Laurent. Il estime que le bannissement est pire que la mort (Duo du désespoir).
Plus tard, Roméo et Juliette passent leur nuit de noces ensemble puis, au petit matin, Roméo quitte sa bien-aimée pour se rendre à Mantoue (Le Chant de l’alouette). À peine son mari parti, Juliette apprend par ses parents qu’elle épousera le Comte Pâris le lendemain matin (Demain). Malgré tout, elle refuse de se plier à leur volonté. Déçu par l’attitude de Juliette, le Comte Capulet chante néanmoins son amour profond pour sa fille (Avoir une fille). Dans sa chambre, Juliette se demande pourquoi elle doit obligatoirement obéir à ses parents (Pourquoi).
Alors qu’à Mantoue, Roméo se languit de Juliette, cette dernière rend visite au Frère Laurent, lequel imagine un plan qui, espère-t-il, apportera une fin heureuse pour les deux amoureux et leurs familles (Sans elle).
Juliette fait mine d’accepter le mariage avec Pâris, mais, la nuit précédant son union avec le Comte, elle boit un poison préparé par le Frère Laurent qui lui donnera l’apparence d'un cadavre (Le Poison). Le lendemain, Juliette est déposée dans le caveau familial, espérant trouver Roméo auprès d’elle à son réveil.
Malheureusement, le message du Frère Laurent informant le jeune homme de la tromperie ne lui parvient pas, subtilisé par la Mort, et il apprend, à la place, la mort de Juliette par Benvolio (Comment lui dire ?). Dévasté, il se rend dans le caveau familial des Capulet, trouve ce qu’il croit être la dépouille de son épouse, et la Mort tue Roméo d'un baiser (La Mort de Roméo).
Peu après, Juliette se réveille et ne peut que constater le suicide de son époux. Elle s’empare de la dague de Roméo et s’en sert pour se poignarder (La Mort de Juliette).
Le Frère Laurent fait alors irruption dans le caveau et découvre les cadavres des deux amoureux. Il ne comprend pas pourquoi Dieu a accepté que l’histoire se termine de cette façon et en vient à douter de sa foi (Je ne sais plus).
Finalement, en mémoire de l’amour de Roméo et Juliette , les deux familles, se sentant responsables de la mort de leurs enfants, se réconcilient pour dorénavant vivre en paix (Coupables).

## Fiche technique
- Textes et musique : Gérard Presgurvic
- Arrangements musicaux : Gérard Presgurvic, Carolin Petit
- Mise en scène : Redha assisté de Isabelle Millard
- Chorégraphie : Redha, assisté de Cyrille de la Barre et Mylène Riou
- Costumes : Dominique Borg
- Coiffures : Laurent Falcon
- Maquillages : Bernard Pontier
- Décors : Petrika Ionesco
- Lumières : Antonio de Carvalho
- Son : Thierry Rogen, Philippe Parmentier
- Direction artistique : Daniel Moyne
- Direction vocale : Richard Cross assisté de Séverine Parent, Patricia Jumelle et Cécile Bonardi
- Production : Gérard Louvin, GLEM, Universal Music

## Distribution

### Chanteurs
|                                                            |  |  |
| Le duo phare du spectacle : Cécilia Cara et Damien Sargue. |  |  |

- Roméo : Damien Sargue (Vincent Niclo) puis Vincent Niclo (Hugo)
- Juliette : Cécilia Cara (Frédérica Sorel)
- Benvolio : Grégori Baquet (Pino Santoro)
- Mercutio : Philippe d'Avilla (Nuno Resende)
- Tybalt : Tom Ross (Nuno Resende)
- Lady Montaigu : Eléonore Beaulieu (Frédérica Sorel)
- Lady Capulet : Isabelle Ferron puis Karoline Blandin (Rachel Pignot)
- La Nourrice : Réjane Perry (Rachel Pignot)
- Comte Capulet : Sébastien Chato (Philippe Candelon)
- Comte Montaigu : n'apparaît pas dans cette production
- Frère Laurent : Jean-Claude Hadida (Arié Itah)
- Le Prince de Vérone : Frédéric Charter (Arié Itah)
- Pâris : Essaï Altounian
- Le Poète : Serge Le Borgne (Esteban Olives)
- La Mort : Anne Mano puis Béatrice Warrand[Notes 1]
- La Muette : Laurence Filippi

### Danseurs
Medhi Aït-Arkoub, Antonietta Campolo, Émilie Capel, Anthony Chasset, Fanny Chrétien, Stéphane Fly Corcel, Géraldine Couf, Franck Desplanches, Lionel Desruelles, Tiphanie Doucet, Bérénice Faure, Mickaël Finistère, Franck Folly, Costanza Garrone, Serge Germany, Esther Giacalone, Steeve Guimaraes, Christine Hassid, Guillaume Jauffret, Frédéric Jean-Baptiste, Cyril Journet, Rémy Lailavoix, Stéphanie Lutenbacher, Sara Magistro, Céline Marié, Lilian N'Guyen, Belinda Nusser, Esteban Olives, Sabrina Oukkal, Tommy Pascal, Jérome Piel, Julie Richer, Sabrina Secchi, Candice Thomas, Djeff Tilus, Florent Tortel, Elodie Tuquet-Barbe, Manuel Vignoulle, Thao Vilayvong, Béatrice Warrand

## Concurrence et succès
Le spectacle musical sort en même temps que trois autres créations (Da Vinci, Les Ailes de la lumière, Les Mille et Une Vies d'Ali Baba et Les Dix Commandements), après le grand succès de Notre-Dame de Paris l'année précédente.
En juillet 2000, les chiffres de vente d'albums atteignent 500 000 exemplaires, les autres comédies musicales de l'époque Les Mille et Une Vies d'Ali Baba et Les Dix Commandements affichent respectivement 200 000 et 700 000 albums vendus. Le show a rassemblé en France près de 2 millions de spectateurs. Selon Gérard Presgurvic « au total, près de 5 millions de personnes ont vu le spectacle dans le monde ».

## Réception
Si le public réserve un triomphe au spectacle, les retours spécialisés sont plus mitigés. La grandiloquence de la musique, la pauvreté des paroles et le casting inégal constituent les principales critiques.
Pour Jean-François Brieu, Cécilia Cara campe « une remarquable Juliette » et Damien Sargue est parfaitement à l'aise dans son rôle, pourvu d'un « visage si romantique qu'il ne pouvait qu'éclater dans une histoire tragique ». À son sens, Roméo et Juliette répond à un besoin très actuel : « entre l'amour et la mort, la jeunesse romantique du XXIe siècle prouve qu'elle ressemble comme deux gouttes d'eau à celle de la guerre, à celle de Saint-Germain-des-Prés, à celle de Mai 68 : elle redoute d'aimer trop, elle souffre d'aimer mal ». Pour l'auteur, le spectacle traduit aussi la scission entre la presse et les spectateurs. Il provoque un « engouement incontestable du show-biz » et un « scepticisme plus ou moins général de la presse », ce qui n'entache en rien son éclat auprès du public : « c'est un succès qui se moque des critiques ».
François Brunet, docteur ès lettres, est beaucoup plus intransigeant envers le spectacle et les libertés prises vis-à-vis de la pièce shakespearienne. À son sens, l'évolution entourant Tybalt n'est pas un choix pertinent : « Tout comme chez Bellini (créateur de l'opéra I Capuleti e i Montecchi), [il] est amoureux de Juliette, ce qui rend l'intrigue banale ». Il loue cependant « les décors avec de beaux effets de changements à vue, et les éclairages, à la fois brutaux et sophistiqués, selon la tradition des concerts de rock ». Il sauve aussi la prestation de Grégori Baquet, seule exception d'un casting qui ne sait « ni jouer, ni parler, ni même se tenir sur scène ».
Journaliste et collaborateur de l'AICOM, Alexandre Raveleau s'interroge sur le certain élitisme de la presse et souligne une fois encore la scission entre les chroniqueurs et le public : « La critique n'a été tendre ni avec Les Dix Commandements, ni avec Roméo et Juliette. Appartiennent-ils vraiment au genre de la comédie musicale ? Sont-ce des shows formatés pour vendre du disque, voire carrément des concerts ? A regarder les groupies s'amassant devant la scène et applaudissant à la moindre apparition des artistes-vedettes, le doute s'installait chez les puristes. Certains ont préféré parler de spectacle musical, comme pour mettre de côté la veine la plus populaire du nouveau musical à la française ».

## Calendrier des représentations
- Première mondiale : 19 janvier 2001 (Palais des congrès de Paris)
- Première exploitation : du 19 janvier au 12 mai 2001, du 2 au 21 juillet 2001, du 19 octobre au 30 décembre 2001, au Palais des Congrès, à Paris
- Tournées :
  - du 19 mai 2001 au 27 juin 2001 : Lille, Amnéville, Bruxelles, Genève
  - du 21 septembre 2001 au 14 octobre 2001 : Lille, Bruxelles, Strasbourg
  - du 30 janvier 2002 au 23 juin 2002 : Orléans, Le Mans, Caen, Rouen, Amnéville, Grenoble, Lyon, Montpellier, Marseille, Nice, Bordeaux, Pau, Genève
  - du 8 novembre 2002 au 21 décembre 2002 : Strasbourg, Nice, Lyon, Toulon, Lille, Bruxelles

## Récompense
- NRJ Music Awards 2001 : Chanson francophone de l'année : Les Rois du monde

## Les différentes productionsDe la haine à l'amour
Depuis la première représentation qui s'est tenue à Paris le 19 janvier 2001, la comédie musicale a été adaptée et traduite dans plusieurs pays :
- Roméo et Juliette, de la haine à l'amour - version franco-québécoise
- Romeo en Julia, van Haat tot Liefde - version belge et néerlandaise
- Romeo and Juliet, the Musical – version anglaise
- Rómeó és Júlia – version hongroise
- Romeo si Julieta – version roumaine
- Róméó & Julieta – version bilingue hongro-roumaine
- Roméo et Juliette, мюзикл – version mongole
- Romeo & Juliet – version israélienne
- Ромео и Джульетта: от ненависти к любви (Romeo i Djoul’etta: ot nenavisti k lioubvi) – version russe
- Romeo und Julia: das Musical – version autrichienne
- Romeo y Julieta, el musical – version mexicaine

### Roméo et Juliette, de la Haine à l'Amour: version franco-québécoise (2002)

#### Fiche technique
- Textes, musique : Gérard Presgurvic
- Arrangements musicaux : Gérard Presgurvic, Carolin Petit
- Mise en scène : Jean Grand-Maître
- Chorégraphie : Jean Grand-Maître
- Consultant : Redha
- Assistant à la chorégraphie : Jean-Jacques Pillet
- Assistante à la mise en scène : Julie Beauséjour
- Chorégraphie des combats : Jean-François Gagnon
- Costumes : Dominique Borg
- Coiffures : Gérald Imbert
- Maquillages : Sylvie Rolland
- Décors : Olivier Landreville
- Accessoiriste : Patricia Ruel
- Lumières : Yves Ancoin
- Son : Yves Savoie
- Direction vocale : Linda Mailho
- Production : Charles F. Joron, Libretto

#### Distribution
Les doublures sont indiquées entre parenthèses.
- Roméo : Hugo (David LeBlanc)
- Juliette : Ariane Gauthier (Myriam Brousseau)
- Benvolio : Matt Laurent (Tommy Demers)
- Mercutio : Joël Lemay (Martin Moerman)
- Tybalt : Dany Vachon (Martin Moerman)
- Lady Montaigu : Josée d'Orléans (Katee Julien)
- Lady Capulet : Corinne Zarzour (Katee Julien)
- La Nourrice : Marie Denise Pelletier (Katee Julien)
- Comte Capulet : François Godin (Paul Bisson)
- Comte Montaigu : n'apparaît pas dans cette production
- Frère Laurent : Richard Groulx (Paul Bisson)
- Le Prince de Vérone : Manuel Tadros (Paul Bisson)
- Pâris : David LeBlanc (Tommy Demers)
- Le Poète : n'apparaît pas dans cette production
- La Mort : n'apparaît pas dans cette production

Danseurs : Karim Anqouch, Lydia Bouchard, Michael Bridge-Dickson, David Bushman, Kahlil Calder, Liza Kovacs, Mijanou Lalonde, Benoît Leduc, Nicholas Peel, Luciane Pinto, Anne Plamondon, Peter Trosztmer, Elise Vanderborght, Nadine Vernon

#### Calendrier des représentations
- 18-30/06/02 Théâtre Saint-Denis, Montréal
- 05-21/07/02 Grand Théâtre, Québec
- 25/07-04/08/02 Théâtre Saint-Denis, Montréal
- 08-15/08/02 Centre National des Arts, Ottawa
- 21/08-07/09/02 Théâtre Saint-Denis, Montréal
- 17-21/09/02 Théâtre Municipal de la Baie, Saguenay

#### Chansons du spectacle
- Acte 1
  - Ouverture (instrumental)
  - Vérone
  - La haine
  - Un jour
  - La demande en mariage
  - Tu dois te marier
  - Les Rois du monde
  - J'ai peur
  - Le bal
  - L'amour heureux
  - Le bal 2
  - Le balcon
  - C'est pas ma faute
  - Par amour
  - Les beaux, les laids
  - Et voilà qu'elle aime
  - Aimer
- Acte 2
  - On dit dans la rue
  - C'est le jour
  - Le duel
  - Mort de Mercutio
  - La vengeance
  - Duo du désespoir
  - Le chant de l'alouette
  - Demain
  - Avoir une fille
  - Sans elle
  - Le poison
  - Comment lui dire
  - Mort de Roméo
  - La mort de Juliette
  - J'sais plus
  - Coupables (final)
  - Présentation des personnages
- Rappels : Aimer, Vérone (parfois) et Les Rois du monde.

#### Remarques
- La Folie et Pourquoi n'ont été chantées que jusqu'au 27 juin 2001.
- Sans elle est chantée uniquement par Roméo sur l'enregistrement en studio, mais par Roméo et Juliette pendant le spectacle.

### Romeo en Julia, van Haat tot Liefde: version belge flamande (2002 - 2003)

#### Fiche technique
- Textes, musique : Gérard Presgurvic
- Adaptation des textes : Johan Verminnen
- Arrangements musicaux : Remko Devroede
- Mise en scène : Redha
- Chorégraphie : Redha
- Assistante à la chorégraphie : Christine Hassid
- Assistant à la mise en scène : Pierre Boisserie
- Costumes : Dominique Borg
- Coiffures : Eddy Demeyer
- Maquillages : Eddy Demeyer
- Décors : Redha
- Lumières : Jurgen de Nul
- Son : Philippe Parmentier
- Direction vocale : Peter de Smedt
- Direction artistique : Peter de Ryck
- Production : Geert Allaert, Music Hall

#### Distribution
Les doublures sont indiquées entre parenthèses.
- Roméo (Romeo) : Davy Gilles (Rob Pelzer)
- Juliette (Julia) : Veerle Casteleyn (Jennifer Van Brenk)
- Benvolio : Mark Tijsmans (Paul Walthaus)
- Mercutio : Dieter Verhaegen (Roel Lauwens)
- Tybalt : Chris van Tongelen (Roel Lauwens)
- Lady Montaigu (Vrouwe Montecchi) : Daisy Thys (Goele De Raedt)
- Lady Capulet (Vrouwe Capuletti) : Iris Vandenkerckhove (Mieke Laureys)
- La Nourrice (De voedster) : Jeannine Geerts (Katrijn Van Geenhoven)
- Comte Capulet (Graaf Capuletti) : Paul Vaes (Richard Spijkers)
- Comte Montaigu : n'apparaît pas dans cette production
- Frère Laurent (Broeder Lorenzo) : Eric Baranyanka (Rory Six)
- Le Prince de Vérone (De prins) : Jeroen Maes (Richard Spijkers)
- Paris : Filip D'Haeze (Rory Six)
- Le Poète : n'apparaît pas dans cette production
- La Mort (De dood) : Beatrice Warrand (Christine Hassid)

Danseurs : Kim Arts, Florian Boutonnier, Mélodie Caillieret, Kylian Campbell, Christian Celini, Anne Chantraine, Stéphane Corcel, Saskia Duerinck, Laurent Flament, Damien Gajda, Maïté Gheur, Gregory Gonel, Flavie Hennion, Cyril Journet, Rémy Lailavoix, David Maes, Thao Nguyen, Sophy Ribrault, Noi Pakon Schuiffel, Yvana Verbecq

#### Calendrier des représentations
22/09/02-05/01/03 Stadsschouwburg, Anvers (les spectacles prévus à Gand du 05/12/02 au 05/01/03 ont été transférés à Anvers à cause de la petitesse de la scène ; le repos prévu du 25/11 au 04/12/02 a été annulé) – prolongations jusqu'au 19/01/03 puis du 26/02 au 16/03/03.

#### Chansons du spectacle
- Acte 1
  - Ouverture (instrumentaal) (Ouverture)
  - Verona (Vérone)
  - De haat (La haine)
  - Ooit komt (Un jour)
  - Het huwelijksaanzoek (La demande en mariage)
  - Straks ben je getrouwd (Tu dois te marier)
  - De koningen (Les rois du monde)
  - 'k Ben bang (J'ai peur)
  - Het bal (Le bal)
  - De gelukkige liefde (L'amour heureux)
  - Het bal 2 (Le bal 2)
  - Het is mijn schuld niet (C'est pas ma faute)
  - Het balkon (Le balcon)
  - Mooi zijn of lelijk zijn (Les beaux, les laids)
  - Ze houdt zo van hem (Et voilà qu'elle aime)
  - Liefde (Aimer)
- Acte 2
  - Roddels in de straat (On dit dans la rue)
  - 't Is de dag (C'est le jour)
  - Het duel (Le duel)
  - De dood van Mercutio (Mort de Mercutio)
  - De wraak (La vengeance)
  - Het duo van de wanhoop (Duo du désespoir)
  - Het lied van de leeuwerik (Le chant de l'alouette)
  - Je hand (Demain)
  - Verona (reprise) (PV)
  - Dochter van mij (Avoir une fille)
  - Voor haar (Sans elle)
  - Het vergif (Le poison)
  - Hoe zeg je dan (Comment lui dire)
  - De dood van Romeo (Mort de Roméo)
  - De dood van Julia (La mort de Juliette)
  - Zo moe (J'sais plus)
  - Schuldig (Coupables)
- Rappel : De Koningen

### Romeo and Juliet, the musical: version anglaise (2002 - 2003)

#### Fiche technique
- Textes, musique : Gérard Presgurvic
- Adaptation des textes : Don Black
- Arrangements musicaux : John Cameron
- Mise en scène et chorégraphie : David Freeman
- Consultant : Redha
- Assistance à la chorégraphie : Christine Hassid
- Chorégraphie des combats : Malcolm Ranson
- Livret : Don Black, David Freeman
- Costumes : David Roger
- Décors : David Roger
- Lumières : Durham Marenghi
- Son : Whizz
- Direction vocale : Mary Hammond
- Direction artistique : Andrew Fell Limited
- Production : Adam Kenwright, City Lights, GLEM

#### Distribution
Les doublures sont indiquées entre parenthèses.
- Roméo (Romeo) : Andrew Bevis (en) (Gary Tushaw, Simon Bailey)
- Juliette (Juliet) : Lorna Want (en) ou Zara Dawson (Amy Creighton, Carly Tancredi)
- Benvolio : Matt Dempsey (Tim Walton, Gary Tushaw)
- Mercutio : Rachid Sabitri (Simon Bailey, Tim Walton)
- Tybalt : Alexis James (Matthew Wolfenden, Magnus Engqvist)
- Lady Montaigu (Lady Montague) : Lousie Davidson (Susie Fenwick, Tamsin Stewart)
- Lady Capulet : Michele Hooper (Louise Davidson, Melanie Tate)
- La Nourrice (The Nurse) : Jane Mcdonald (Melanie Tate, Susie Fenwick)
- Comte Capulet (Lord Capulet) : David Bardsley (James Graeme, Chris Middlebrook)
- Comte Montaigu (Lord Montague) : James Graeme (Chris Middlebrook, Lez Dwight)
- Frère Laurent (Friar Lawrence) : Sévan Stephan (Hadrian Delacey, Chris Midlebrook)
- Le Prince de Vérone (The Prince) : Michael Cormick (Lez Dwight, Hadrian Delacey)
- Paris : Tim Walton (Magnus Engqvist, Matthew Wolfenden)
- Le Poète : n'apparaît pas dans cette production
- La Mort : n'apparaît pas dans cette production
- Danseurs : Simon Bailey, Chloë Bell, Jo Cavanagh, David Christopher, Amy Creighton, Stuart Dawes, Zara Dawson, Hadrian Delacey, Lez Dwight, Magnus Engqvist-James, Susie Fenwick, Nic Ineson, Martin Matthias, Chris Midlebrook, Ebony Molina, Tamsin Stewart, Carly Tancredi, Melanie Tate, Gary Tushaw, Tamara Wall, Matthew Wolfenden

#### Calendrier des représentations
- Première : 4 novembre 2002 (Londres, Piccadilly Theatre)
- Autres dates : 18/10/2002-08/02/2003 Piccadilly Theatre, Londres. Les trois "previews" programmées les 15, 16 et 17/10 ont été annulées pour des raisons techniques

#### Chansons du spectacle
- Acte 1
  - Ouverture (instrumental) (Ouverture)
  - Verona (Vérone)
  - Born to Hate (La haine)
  - All Days Are the Same without You (Un jour)
  - The Marriage Proposal (La demande en mariage)
  - You Must Marry (Tu dois te marier)
  - Kings of the World (Les rois du monde)
  - The Ball 1 (Le bal)
  - Born to Love (L'amour heureux)
  - Tha Ball 2 (Le bal 2)
  - She Cant See Me (C'est pas ma faute)
  - Two Different Worlds (Le balcon)
  - All for Love (Par amour)
  - Ugly and Beautiful (Les beaux, les laids)
  - And Now She Is in Love (Et voilà qu'elle aime)
  - These Are my Rivers (Aimer)
- Acte 2
  - Word Is on the Street (On dit dans la rue)
  - It's Today (C'est le jour)
  - Live (Le duel)
  - Dying in the Dust (Mort de Mercutio)
  - Revenge (La vengeance)
  - Verona (reprise)
  - Fools (Duo du désespoir)
  - No Place too Far (Le chant de l'alouette)
  - He's Yours (Demain)
  - She Came from Me) (Avoir une fille)
  - All Days Are the Same without You (reprise)
  - Ugly and Beautiful (reprise)
  - I Can't Do This (Comment lui dire)
  - God Knows Why (Mort de Roméo)
  - Where Rivers Keep Flowing (La mort de Juliette)
  - Empty Sky (J'sais plus)
  - Guilty (Coupables)

#### Remarques
- She Can't See Me est une nouvelle chanson chanté sur la mélodie de The Ball 2.
- Guilty est chantée sur la mélodie de Fools.
- Les rappels étaient These Are my Rivers et Kings of the World (musique seulement).

### Róméó és Júlia: version hongroise (2004 - présent)

#### Fiche technique
- Textes, musique : Gérard Presgruvic
- Adaptation des textes : Galambos Attila
- Arrangements musicaux : Makláry László
- Mise en scène : Kerényi Miklós Gábor
- Chorégraphie : Duda Éva
- Consultant artistique : Redha
- Assistant à la chorégraphie : Rogács László
- Assistant à la mise en scène : Somogyi Szilárd
- Costumes : Velich Rita
- Coiffures : Augyecz Ágnes, Böhm Katalin
- Décors : Götz Béla
- Lumières : Somfai Péter
- Direction vocale : Kéringer László
- Production : City Lights

#### Distribution
Dans cette version, il n'y a pas de casting phare mais plusieurs chanteurs principaux jouant en alternance. Les premiers mentionnés sont ceux à avoir enregistré le CD officiel.
- Roméo (Rómeó) : Dolhai Attila (01/2004-), György Rózsa Sándor (01/2004-06/2005, 09/2006-06/2007), Bálint Ádám (09/2004-), Száraz Tamás (09/2006-), Szerényi László (09/2008-)
- Juliette (Júlia) : Szinetár Dóra (01/2004-), Mahó Andrea (01/2004-06/2006), Vágó Bernadett (09/2006-), Vágó Zsuzsi (09/2006-)
- Benvolio: Mészáros Árpád Zsolt, (01/2004-) Szentirmai Zsolt (01/2004-06/2005), Kerényi Miklós Máté (09/2004-)
- Mercutio: Bereczki Zoltan (01/2004-), Szábo Dávid (09/2004-)
- Tybalt: Szabó P. Szilveszter (01/2004-), Jegercsik Csaba (01/2004-06/2004), Varga Lajos (09/2004-06/2005), Magócs Ottó (09/2006-)
- Lady Montaigu (Montague-né): Csengery Ottília (01/2004-), Baranyai Annamária (09/2004-)
- Lady Capulet (Capulet-né): Janza Kata (01/2004-), Polyák Lilla (09/2004-06-2007), Heiter Ágnes (09/2004-06/2005, 09/2006-06/2007), Siménfalvy Ágota (09/2006-), Molnár Szilvia (09/2006-06/2007), Füredi Nikolett (09/2006-)
- La Nourrice (Dada): Náray Erika (01-2004-), Benedkffy Katalin (09/2004-06-2006), Nádasi Veronika (09/2006-)
- Comte Capulet (Capulet): Csuha Lajos (01/2004-)
- Comte Montaigu (Montaigu): n'apparaît pas dans cette production
- Frère Laurent (Lõrinc barát): Földes Tamás (01/2004-), Pálfalvy Attila (09/2004-)
- Le Prince de Vérone (Escalus, Verona hercege): Németh Attila (01/2004-), Imre Sebastian (01/2004-)
- Paris: Homonnay Zsolt (01/2004-), Miklós Attila (01/2004-06/2005), Egyházi Géza (09/2006-)
- Le Poète: n'apparaît pas dans cette production
- La Mort: n'apparaît pas dans cette production
- Acteurs : Sz. Nagy Ildikó (01/2004-), G. Szabó Sándor (01/2004-), Langer Soma (01/2004), Makay Andrea (01/2004-06/2004), Ullman Zsuzsa (01/2004-06/2004), Nagy Bea (09/2004-)
- Danseurs : A Musical Ensemble (Bartha László, Ferencz Szilvia, Fóldesi Anita, Godó Gabriella, Heiter Agnes, Hódács János, Imre Sebastian, Kelemen Zsolt, Kocsis Tamás, Kóvacs Péter, Kővári László, Miklós Attila, Molnár Andrea, Radics Bernadett, Sárkány Gabriella, Szentirmai Zsolt, Szűts Rita, Tihanyi Lívia, Tucsek Edit), A Pesti Broadway Stúdió növendékei (Csórics Balázs, Dankó Zsolt, Deák Csongar, Muhani Tamás, Pirgel Dávid)

#### Calendrier des représentations
- 23/1/04-29/02/08 Budapesti Operettszínház
- 2004 : 68 spectacles, 2005 : 87 spectacles, 2006 : 68 spectacles, 2007 : 71 spectacles, 2008 : 8 spectacles
- 12-14, 18-21/8/05 Szegedi SzabadtériJátékok (Dóm Tér)
- 2-3/12/05 Főnix Csarnok, Debrecen
- 19/8/06 Nepstadion, Budapest
- 1-2-3/9/06 Expo center, Pécs

#### Chansons du spectacle
- 1. felvonás
  - Nyitány (Prológus) (FL) (Ouverture)
  - Verekédés / Verona (Vérone)
  - Gondolj házasságra ! (Tu dois te marier)
  - Egy nap (Un jour)
  - Lehetsz király (Les rois du monde)
  - Miért fáj? (J'ai peur)
  - Lánykérés (La demande en mariage)
  - Bál (Le bal)
  - Vár reánk a mindenség (A teljesség) (L'amour heureux)
  - Bál 2 (Le bal 2)
  - Ez a kéz utolér (C'est le jour)
  - Erkély duett (Le balcon)
  - Minden szerelem vak (A szerelem) (Par amour)
  - Hahaha (Van szép és csúnya) (Les beaux, les laids)
  - Szeme tűzben ég (Et voilà qu'elle aime)
  - Lehetetlen (T, LM et LC) (On dit dans la rue)
  - Gyűlölet (La haine)
  - Szívből szeretni (Aimer)
- 2. felvonás
  - Azt beszélik itt (On dit dans la rue)
  - Belém égett (C'est pas ma faute)
  - Párbaj (Le duel)
  - Mercutio halála (Mort de Mercutio)
  - A bosszú (La vengeance)
  - Oh magas eg ! (A két reményvesztett) (Duo du désespoir)
  - Pacsirta szól (Le chant de l'alouette)
  - Holnap (Demain)
  - Angyal (Sans elle)
  - A méreg (Le poison)
  - A téboly (P) (litt. La folie)
  - Hogy mondjam el? (Comment lui dire)
  - Párisz halála (A párbaj [ismétlés]) (R et P) (Le duel)
  - Úgy fáj (Miért fáj? [ismétlés]) (Mort de Roméo)
  - Júlia halála (La mort de Juliette)
  - Mit ér a hit? (J'sais plus)
  - Bűnösők (Coupables)

#### Remarques
- Lehetetlen et A téboly sont de nouvelles chansons. Lehetetlen est entonnée par les Capulet sur la mélodie de On dit dans la rue, vite rejoints par Lady Montaigu. Elle signe les prémices de Gyűlölet (La haine), déclenchant les hostilités entre les mères de Roméo et Juliette.
- A téboly est chantée sur la mélodie de La folie par Paris et les Capulet à la découverte du corps inanimé de Juliette.
- Párisz halála (La mort de Paris) est également une nouvelle chanson. Elle a été instaurée pour suivre la trame shakespearienne, reprenant la confrontation finale entre Roméo et Paris. Elle est chantée sur la mélodie de Le duel.
- Úgy fáj est une reprise de Miért fáj? : elle est la chanson du trépas de Roméo.
- Pour les représentations sur scène, Makláry László a opté pour des arrangements rapprochant davantage le spectacle d'un opéra rock. La version live diffère donc largement de l'album officiel, où la musique de Presgurvic est restée inchangée.
- Les paroles insistent peu sur la nature juvénile de Roméo et Juliette. L'âge de Roméo n'est jamais mentionné et il est dit par Lady Capulet que sa fille est "déjà presque trop vieille" et doit s'empresser de se marier. En effet, Dolhai Attila et Szinetár Dóra avaient 27 ans lorsqu'ils ont été choisis pour incarner le couple phare : ils campent des jeunes gens passionnés et non des adolescents en plein éveil. D'une façon générale, la mise en scène est plus adulte, plus violente et plus graphique.

### Romeo en Julia, van Haat tot Liefde: version néerlandaise (2004)

#### Fiche technique
- Textes, musique : Gérard Presgurvic
- Adaptation des textes : Johan Verminnen
- Arrangements musicaux : Jaap Dielerman
- Mise en scène : Redha
- Chorégraphie : Redha
- Assistants à la chorégraphie : Christine Hassid, Cyril Journet
- Assistant la mise en scène : Pierre Boisserie
- Costumes : Dominique Borg
- Coiffures : Linde de Muynck
- Maquillages : Linde de Muynck
- Décors : Redha
- Lumières : Jurgen de Nul
- Son : Patrick van Cauwenberghe
- Production : Music Hall, GLEM

#### Distribution
Les doublures sont indiquées entre parenthèses.
- Roméo (Romeo) : Davy Gilles (Rob Pelzer)
- Juliette (Julia) : Jennifer Van Brenk (Sasha Rosen)
- Benvolio : Mark Tijsmans (Gertjan Heuvelmans)
- Mercutio : Dieter Verhaegen (Arnan Samson)
- Tybalt : Chris van Tongelen (Roel Lauwens)
- Lady Montaigu (Vrouwe Montecchi) : Goele De Raedt (Juta Bolsius)
- Lady Capulet (Vrouwe Capuletti) : Tanja De Nijs (Juta Bolsius)
- La Nourrice (De voedster) : Pauline Du Bois (Katrien Verheijden)
- Comte Capulet (Graaf Capuletti) : Paul Vaes (Gertjan Heuvelmans, Richard Spijkers)
- Comte Montaigu : n'apparaît pas dans cette production
- Frère Laurent (Broeder Lorenzo) : Ben Cramer (Rory Six)
- Le Prince de Vérone (De prins) : Jeroen Maes (Rory Six, Richard Spijkers)
- Paris : Filip D'Haeze (Rory Six)
- Le Poète : n'apparaît pas dans cette production
- La Mort (De dood) : Daniele Cohen (Beatrice Warrand)
- Danseurs : Marcella Dijjers (Rosalina), Kylian Campbell (Angelo), Christian Celini (Diabolo), York Ting Chen (Chiara), Nicholas Fishleigh (Piero), Alison Jaques (Eva), Rémy Lailavoix (Tazio), Marcella Morelli (Caterina), Thao Nguyen (Angelina), Noi Pakon Schuiffel (Sandra), Martin Zanotti (Luciano), Merlijn de Vries (Cristiano), Kim Arts (Elisa), Florian Boutonnier (Archi), Kai Guzowski (Rocco), Natasha Henry (Valentina), Elisabeth Lambeck (Rossana), Isabelle Massé (Liliana), Thomas Puskalier (Raffaello), Sophy Ribrault (Mortisia), Leo Van Emden (Leonardo)

#### Calendrier des représentations
- 27/1-8/2/04 Nieuwe Luxor Theater, Rotterdam
- 11/2-15/2/04 Grenslandhallen, Hasselt
- 26/2-7/3/04 Heineken Music Hall, Amsterdam
- 24/3-4/4/04 Chassé Theater (nl), Breda
- 8/4-25/4/04 Stadsschouwburg, Antwerpen

#### Chansons du spectacle
- Voir la version flamande
- Le rappel était Liefde

### Ромео и Джульетта, От ненависти до любви: version russe (2004 - 2006)

#### Fiche technique
- Textes, musique : Gérard Presgurvic
- Adaptation des textes : Irina Golubouyskaia, Natalia Makuni, Susanna Tsiruk
- Mise en scène: Redha
- Chorégraphie: Redha
- Livret : Olev Naum
- Costumes : Dominique Borg
- Décors : Dominique Lebourges
- Lumières: Bart de Coensel
- Son: Carolin Petit, Philippe Parmentier
- Direction artistique: Viktor Kolomin
- Production: Metro, Notre Dame de Paris, City Lights

#### Distribution
Dans cette version, plusieurs chanteurs principaux jouant en alternance.
- Roméo (Ромео) : Andrey Alexandrin (Eduard Shouljevskiy)
- Juliette (Джульетта) : Sopho Nijaradze (Eugeniya Ryabtseva)
- Benvolio (Бенволио) : Sergey Li (Aleksandr Postolenko)
- Mercutio (Меркуцио) : Stanislav Belyayev (Alexsey Losikhin)
- Tybalt (Тибальт) : Pavel Maximov (Constantin Kabanov)
- Lady Montaigu (Леди Монтекки) : Lika Roulla (Karina Ovsepyan)
- Lady Capulet (Леди Капулетти) : Anastasia Sapozhnikova (Olga Vorozhtsova)
- La Nourrice (Кормилица) : Natalia Sidortsova (Natalia Trikhleb)
- Comte Capulet (Граф Капулетти) : Aleksandr Marakulin (Igor Balalaev)
- Comte Montaigu : n'apparaît pas dans cette production
- Frère Laurent (Брат Лоренцо) : Anton Artsev (Victor Yesin)
- Le Prince de Vérone (Герцог) : Vladimir Dybskiy (Andrei Belyavskiy)
- Paris (Парис) : Mokhamed Abdel Fattakh (Sergey Loshmanov)
- Le Poète : n'apparaît pas dans cette production
- La Mort (Смерть) : Pavel Belkov (Aleksandr Babenko, Nicolay Tsiskaridze)
- Danseurs : Ivan Belkov, Victoria Bogomasova, Dmitriy Bunin, Alexei Degtiarev, Alexei Doroshev, Zalina Dzutseva, Svetlana Isayeva, Aleksandr Issakov, Pavel Ivlev, Alexei Karpenko, Julia Kashkina, Marina Khramova, Maria Kovalskaya, Sergei Kourtchenkov, Dmitriy Lotkov, Aleksandr Malafeiev, Irina Manouilova, Valeria Mokroushina, Irina Morozova, Vladislav Nunyes-Romero, Alexei Popov, Anna Rybaltchenko, Anna Safronova, Karina Sedova, Sergueï Chestepiorov, Olessia Stoutchenko, Timofey Tchernyshev, Natalia Terekhova, Anton Varfolomeyev, Nadezhda Zakharova

#### Calendrier des représentations
- 2004 : 20/5-22/6, 7-31/10, 17-28/11, 21-31/12
- 2005 : 26/01-6/02, 1-13/03, 7-17/04, 12-22/05, 16-26/06, 5-14/08, 9-18/09, 12-23/10, 16-27/11, 20-31/12
- 2006 : 24/01-5/02, 2-12/03, 11-16/04, 6-12/06 à Московская Оперетта

Une tournée avec une équipe réduite a eu lieu en 2007 et 2008 à travers la Russie (une production MNDP Entertainement).

#### Chansons
- 1 акт
  - Пролог (LaM) (Ouverture)
  - Верона (Vérone)
  - Вражда (La haine)
  - Предчувствие любви (Un jour)
  - Сватовство (La demande en mariage)
  - Мужья - наша цель (Tu dois te marier)
  - Короли ночной Вероны (Les rois du monde)
  - Судьба (J'ai peur)
  - Бал (Le bal)
  - Встреча на балу (L'amour heureux)
  - Бал-часть 2 (Le bal 2)
  - Маска мести (C'est pas ma faute)
  - Дуэт на балконе (Le balcon)
  - Просьба о венчании (Par amour)
  - Красавцы и уроды (Les beaux, les laids)
  - Два крыла любви (Et voilà qu'elle aime)
  - Благословение (Aimer)
- 2 акт
  - Ты нас предал (On dit dans la rue)
  - Пробил час (C'est le jour)
  - Дуэль (Le duel)
  - Смерть Меркуцио (Mort de Mercutio)
  - Кто виноват (La vengeance)
  - Бог, почему? (LN, B, FL, LM et LC) (Duo du désespoir)
  - Власть (Le pouvoir)
  - Утро (Le chant de l'alouette)
  - Пройдет лишь ночь одна (Demain)
  - Отец и дочь (Avoir une fille)
  - Как жаль (Pourquoi)
  - В разлуке (Sans elle)
  - Яд (Le poison)
  - Как мне сказать? (Comment lui dire)
  - Смерть Ромео (Mort de Roméo)
  - Смерть Джульетты (La mort de Juliette)
  - Господь, прости (J'sais plus)
  - Финал (Coupables)

#### Remarques
- Les rappels étaient Cчастье (Благословение, mais avec des paroles différentes) et Короли ночной Вероны.
- Просьба о венчании (Par amour) et Как жаль (Pourquoi) ne figurent pas dans le spectacle. Cependant, il y a une version de ces chansons sur le CD.

### Romeo und Julia, das Musical: version autrichienne (2005 - 2006)

#### Fiche technique
- Textes, musique : Gérard Presgurvic
- Adaptation des textes : Michaela Ronzoni, Julia Sengstschmid
- Arrangements musicaux : Christian Kolonovits
- Mise en scène : Redha
- Chorégraphie : Redha
- Assistante à la chorégraphie : Christine Hassid
- Assistant à la mise en scène : Pierre Boisserie
- Costumes : Dominique Borg
- Décors : Duncan Hayler
- Lumières : Andrew Voller
- Son : Richard Ryan
- Direction artistique : Caspar Richter
- Production : Vereinigte Bühnen Wien, GLEM, City Lights

#### Distribution
Les doublures sont indiquées entre parenthèses.
- Roméo (Romeo) : Lukas Perman (Thomas Mülner, Rasmus Borkowski)
- Juliette (Julia) : Marjan Shaki (Jana Stelley, Jasmina Sakr, Daniela Harbauer)
- Benvolio : Mathias Edenborn (Patrick Schenk, Thomas Mülner, Nivaldo Allves)
- Mercutio : Rasmus Borkowski (Peter lesiak, Christoph Goetten, Nivaldo Allves)
- Tybalt : Mark Seibert (Christoph Goetten, Adrian Hochstrasser, Simon Eichenberger, Sean Gerard)
- Lady Montaigu : Zuzanna Maurery (Rachel Colley, Sabrina Harper, Sabine Mayer)
- Lady Capulet : Annette Wimmer (Sabrina Harper, Natascha Hill, Sabine Mayer)
- La Nourrice (Die Amme) : Carin Filipcic (Natascha Hill, Felicitas Morawitz)
- Comte Capulet (Lord Capulet) 1 : Paul Vaes (Reinwald Kranner, Kai Peterson)
- Comte Capulet (Lord Capulet) 2 : Reinwald Kranner (Kai Peterson) (du 30 mars au 8 juillet 2006)
- Comte Montaigu : n'apparaît pas dans cette production
- Frère Laurent (Pater Lorenzo) : Charlie Serrano (Reinwald Kranner, Kai Peterson)
- Le Prince de Vérone (Der Fürst) : Boris Pfeifer (Norman Stehr, Kai Peterson, Andreas Björkman)
- Paris : Thomas Mülner (Sean Gerard, Brian Carmack, Florian Theiler, Andreas Björkman, Ivo Giacomozzi)
- Le Poète : n'apparaît pas dans cette production
- La Mort : n'apparaît pas dans cette production
- Danseurs 1 : Michael Bernhard, Alice Van Den Beucken, Jacquie Biggs, Sanne Buskermolen, Brian Carmack, Rachel Colley, Lorna Dawson, Simon Eichenberger, Laura Fernandez, Sean Gerard, Niklas-Philipp Gertl, Ivo Giacomozzi, Christoph Goetten, Daniela Harbauer, Sabrina Harper, Natascha Henry, Natascha Hill, Adrian Hochstrasser, Kevin Hudson, Jerome Knols, Peter Lesiak, Martin Matthias, Marcella Morelli, Lilian N’Guyen, Zoltan Roman, Sanny James Roumimper, Patrick Schenk, Norman Stehr, Jana Stelley, Florian Theiler, Lynsey Thurgar (du 24 février 2005 au 8 janvier 2006)
- Danseurs 2 : Nivaldo Allves, Joao Paulo de Almeida, Michael Bernhard, Alice Van Den Beucken, Jacquie Biggs, Andreas Björkman, Danilo Brunetti, Sanne Buskermolen, Brian Carmack, Lorna Dawson, Simon Eichenberger, Laura Fernandez, Daniella Foligno, Sean Gerard, Niklas-Philipp Gertl, Ivo Giacomozzi, Kenia Bernal Gonzales, Daniela Harbauer, Sabrina Harper, Christine Hassid, Kevin Hudson, Peter Lesiak, Martin Matthias, Sabrina Mayer, Lilian N’Guyen, Oliver Rey, Zoltan Roman, Federica Rosati, Steven Seale, Lynsey Thurgar, Katarina Trinkewitzova (du 9 janvier 2006 au 8 juillet 2006)

#### Calendrier des représentations
24/2-16/7/05, 3/9/05-8/1/06, 9/1-8/7/06 au Raimund Theater, Vienne

#### Chansons du spectacle
- 1. Akt
  - Ouvertüre (instrumental) (Ouverture)
  - Verona (Vérone)
  - Der Hass (La haine)
  - Einmal (Un jour)
  - Der Heiratsantrag (La demande en mariage)
  - Freu dich auf die Hochzeit (Tu dois te marier)
  - Einmal (reprise)
  - Herrscher der Welt (Les rois du monde)
  - Die Angst (J'ai peur)
  - Der Ball 1 (Le bal)
  - Liebesglück (L'amour heureux)
  - Der Ball 2 (Le bal 2)
  - Ich bin schuldlos (C'est pas ma faute)
  - Der Balkon (Le balcon)
  - Wir sind aus Fleisch und Blut (Les beaux, les laids)
  - Siehe da, sie liebt (Et voilà qu'elle aime)
  - Liebe (Aimer)
- 2. Akt
  - Habt ihr schon gehört (On dit dans la rue)
  - Es wird Zeit (C'est le jour)
  - Das Duell (Le duel)
  - Mercutios Tod (Mort de Mercutio)
  - Die Rache (CC, LC, LN, PV, LM, R et B) (La vengeance)
  - Die Verzweiflung (FL, CC, LN, LC, B et LM) (Duo du désespoir)
  - Der Gesang der Lerche (Le chant de l'alouette)
  - Nicht lang (CC, LC, P, LN et J) (Demain)
  - Mein liebes Kind (Avoir une fille)
  - Ohne Sie (Sans elle)
  - Das Gift (Le poison)
  - Verona 2 (PV)
  - Wie sag ich's ihm (Comment lui dire)
  - Romeos Tod (Mort de Roméo)
  - Julias Tod (La mort de Juliette)
  - Warum (J'sais plus)
  - Schuldig (Coupables)
- Rappel : Herrscher der Welt

### Romeo y Julieta, el musical: version mexicaine (2008)

#### Fiche technique
- Textes, musique : Gérard Presgurvic
- Production : Gerardo Elizondo, Teló
- Mise en scène : Marcelo Gonzalez
- Chorégraphie : Miguel Sahagún
- Arrangements musicaux : Guillermo Palacios
- Adaptation des textes : Hector King
- Assistant à la chorégraphie : Hugo Serna et Armando Fausti
- Costumes : Luis Gerardo Tamez
- Coiffures : Ronal Trejo
- Décors : Ronal Trejo
- Conception graphique : Ramon Balart
- Lumières : Jesús Perea
- Son : José Luis Garza
- Direction vocale : Raymundo Lobo
- Direction artistique : Diego Cantu

#### Distribution
- Roméo (Romeo) : Ángelo Saláis
- Juliette (Julieta) : Melissa Barrera
- Benvolio : Luis Carlos Villarreal
- Mercutio (Mercucio) : Pedroluiz Ibarra
- Tybalt (Tybaldo) : Carlos Algara
- Lady Montaigu (Sra. Montesco) : Liliana Escobar
- Lady Capulet (Sra. Capuleto) : Daniela Rico
- La Nourrice (La Nana) : Anabel Valdes
- Comte Capulet (Sr. Capuleto) : Raymundo Lobo
- Comte Montaigu (Sr.Montesco) : n'apparaît pas dans cette production
- Frère Laurent (Fraile Lorenzo) : Ricardo Leal
- Le Prince de Vérone (El Principe) : Julio Granados
- Paris : Héctor Chapa
- Le Poète : n'apparaît pas dans cette production
- La Mort (La Muerte) : Hugo Serna
- Ensemble : Adria de la Parra, Sara Marroquin, Adrian Gonzalez, Evelyn Villareal, Pilar Gonzalez, Alfonso Carlo, Lorena Vignau, Martha King, Jorge Rodriguez, Rebeca Gonzalez, Vanessa Soto, Oscar Trevino
- Danseurs : Ricky Rojas, Fabiana Margain, Laura Vázquez, Armando Fausti, Alejandra Lozano, Andrea Vázquez, Georgina de la Fuente, Ponko Javalera, Gerardo Vázquez, Ruby Chavez, Tania Zertuche, Zaida Rios, Ale Merino, Miriam Mesa

#### Calendrier des représentations
- 28/8-19/10/08 Espacio Verona, Parc Fundidora, Monterrey

#### Chansons du spectacle
- 1° acto
  - Obertura (instrumental) (Ouverture)
  - Verona (Vérone)
  - Odiar (La haine)
  - Pronto (Un jour)
  - Te tienes que casar (Tu dois te marier)
  - Los reyes del mundo (Les rois du monde)
  - Temor (J'ai peur)
  - El baile (Le bal)
  - Amor felíz (L'amour heureux)
  - El baile 2 (Le bal 2)
  - No es mi culpa (C'est pas ma faute)
  - El balcón (Le balcon)
  - Por amor (Par amour)
  - Los bellos, los feos (Les beaux, les laids)
  - Y se enamoró (Et voilà qu'elle aime)
  - Te amo (Aimer)
- 2° acto
  - Dicen por ahi (On dit dans la rue)
  - Será hoy (C'est le jour)
  - El duelo (R, M, T et B) (Le duel)
  - La muerte de Mercucio (Mort de Mercutio)
  - La venganza (La vengeance)
  - Qué difícil es (Duo du désespoir)
  - Mañana lo verás (Demain)
  - Una hija es (Avoir une fille)
  - Muero por ti (Le poison)
  - ¿Cómo decir? (Comment lui dire)
  - La muerte de Romeo (Mort de Roméo)
  - La muerte de Julieta (La mort de Juliette)
  - Ya no (J'sais plus)
  - Culpa (LC, LM, LN, B, CC, FL et LT) (Coupables)

#### Remarques
- Le rappel était Los reyes del mundo.
- La demande en mariage (Paris et Le Comte Capulet) est désormais un court texte.
- La folie, Le poète, Le pouvoir, Le Chant de l'alouette, Pourquoi et Sans elle ne font pas partie de cette version du spectacle.

## Le revival:Les Enfants de Vérone

### Développement
Après une tournée à succès en Asie, le spectacle revient sur scène pour une nouvelle série de représentations au Palais des Congrès de Paris, du 2 février au 4 avril 2010. Cette nouvelle version s'intitule : Roméo et Juliette, les enfants de Vérone.
Presgurvic voit dans Les enfants de Vérone « l’alchimie de la création originale et l’expérience des diverses versions à travers le monde ». Deux comédiens sont de retour dans leurs rôles originaux : « Damien Sargue, irremplaçable Roméo, et Tom Ross, Tybalt inspiré ».
Si Damien Sargue est de retour, Cécilia Cara ne fait plus partie du casting. Le personnage féminin phare est dévolu à Joy Esther, découverte dans la comédie musicale Belles belles belles en 2003. Esther est plus âgée que ne l'était Cara, Presgurvic voulant une Juliette « plus femme pour dramatiser l'histoire ».
Un album est enregistré, contenant neuf titres inédits : une nouvelle version de Tu dois te marier, les inédits Grosse, A la vie à la mort, Tybalt, La reine Mab, Je veux l'aimer, une reprise de Vérone ainsi que les singles Avoir 20 ans et On prie,.

### Distribution

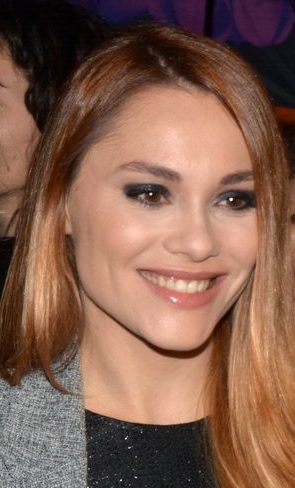
Joy Esther, nouvelle Juliette.

- Roméo : Damien Sargue (Regis Olivier puis Jules Grison)
- Juliette : Joy Esther (Anaïs Delva puis Stéphanie Grison-Impoco puis Candice Parise)
- Benvolio : Cyril Niccolaï (Regis Olivier)
- Mercutio : John Eyzen (Fabien Incardona)
- Tybalt : Tom Ross (Fabien Incardona)
- Lady Montaigu : Brigitte Venditti (Marie Klaus)
- Lady Capulet : Stéphanie Rodrigue (Marie Klaus)
- La Nourrice : Ida Gordon (Gwladys Fraioli)
- Comte Capulet : Arié Itah (Alain Cordier)
- Comte Montaigu : n'apparaît pas dans cette production
- Frère Laurent : Frederic Charter (Alain Cordier)
- Le Prince de Vérone : Stéphane Métro (Alain Cordier)
- Pâris : Alexandre Galopin (danseur dans cette production, il ne chante pas)
- Le Poète : Fabien Incardona
- La Mort : Aurélie Badol
- Danseurs : 
  - Capulet : Camille Brulais, Elise Laconi, Aurélie Giboire, Ksenia Dykina, Rachel Duray, Sabrina Haroun, David Lerat, Sachaa Malafeev, Alexandre Galopin, Laurent Leroux-Morio, Dima Loktov, Max Carpentier.
  - Montaigu : Peggy Didon, Jenny Sepiere, Noellie Bordelet, Émilie Sudre, Zalina Dzutseva, Svetlana Isaeva, Mika Fau, Michael Biasi, Nicolas Nivert, Deddi N'sallu, Manu Macau, Stéphane Lavallée

### Chansons du spectacle
| Acte 1                                                        | Acte 2                                                                         |
| ------------------------------------------------------------- | ------------------------------------------------------------------------------ |
| Ouverture (Gérard et Laura Presgurvic)                        | Le Pouvoir (Le Prince de Vérone)                                               |
| Vérone (le Prince de Vérone)                                  | On dit dans la rue (Roméo, Mercutio et Benvolio)                               |
| La Haine (Lady Capulet et Lady Montaigu)                      | C'est le jour (Tybalt)                                                         |
| A la vie, à la mort (Benvolio et Mercutio)                    | La Folie (Mercutio)                                                            |
| La Demande en mariage (Le Comte Capulet Tybalt et les Chœurs) | Le Duel (Mercutio, Tybalt, et Roméo)                                           |
| Tybalt (Tybalt)                                               | Mort de Mercutio (Mercutio et Roméo)                                           |
| Tu dois te marier (Lady Capulet)                              | La Vengeance (Comte Capulet, Lady Montaigu, le Prince de Vérone et Roméo)      |
| Un jour (Roméo et Juliette)                                   | Duo du désespoir (La Nourrice et Frère Laurent)                                |
| Les Rois du monde (Roméo, Benvolio et Mercutio)               | Le Chant de l'alouette (Roméo et Juliette)                                     |
| La Reine Mab (Je Rêve) (Mercutio)                             | Demain (Comte Capulet, Lady Capulet, Juliette et La Nourrice)                  |
| J'ai peur (Roméo)                                             | Avoir une fille (Comte Capulet)                                                |
| Le Bal (instrumental)                                         | On prie (Roméo & Juliette)                                                     |
| L'Amour heureux (Roméo et Juliette)                           | Le Poison (Juliette)                                                           |
| C'est pas ma faute (Tybalt)                                   | Sans elle (Roméo)                                                              |
| Les Poupées (instrumental)                                    | Vérone 2 (Le Prince)                                                           |
| Le Balcon (Roméo et Juliette)                                 | Comment lui dire (Benvolio)                                                    |
| Le Poète (Le Poète et Juliette)                               | Mort de Roméo (Roméo)                                                          |
| Par amour (Frère Laurent, Roméo et Juliette)                  | La Mort de Juliette (Juliette)                                                 |
| Les Beaux, les Laids (La Nourrice, Benvolio et Mercutio)      | J'sais plus (Frère Laurent, La Nurse, Lady Montaigu, Lady Capulet & la troupe) |
| Et voilà qu'elle aime (La Nourrice)                           | Coupables (final) (Lady Montaigu, Lady Capulet, La Nourrice et tous)           |
| Aimer (Roméo et Juliette)                                     | Avoir 20 ans (Rappel, Mercutio, Roméo, Benvolio & la troupe)                   |

### Costumes[12]
L'ensemble de cette section est à retravailler.[style à revoir]
- Les Montaigu : la couleur de la famille est le bleu. On retrouve dans leurs costumes de la dentelle et de la crystallized[pas clair]. Les Montaigu se distinguent par des vêtements assez bohèmes, tziganes, dénudés ou encore baroques. Comme signe de ralliement, la famille arbore un foulard.
- Les Capulet : la couleur des Capulet est le rouge avec des touches de noir et d'or. Les Capulet sont des nobles arrogants et froids, ce qui est reflété par le côté militaire de leurs costumes. Chacun porte une coudière, laquelle représente leur blason.
- Roméo ne porte pas le signe des Montaigu car il espère encore la paix entre les deux familles. Son romantisme est représenté par sa chemise à jabots. La couleur de Roméo est le bleu clair. Il portera un costume aux couleurs délavées à partir du moment où il se trouvera à Mantoue.
- Juliette n'arbore pas de blason puisqu'elle se refuse à prendre part aux conflits. Elle porte le rouge Hermès, couleur de la passion. Pour son mariage, elle portera une robe violette, représentation de l'union des Montaigu et des Capulet. À sa mort, elle portera une robe grise.
- Benvolio est un homme de caractère, très jovial et sympathique. Cependant, il reste discret d'où son costume bleu marine.
- Mercutio est le neveu du prince. Par son statut, il ne peut ouvertement prendre parti : s'il a clairement choisi son camp, son costume est violet (mélange symbolique de bleu et de rouge). Étant un homme relativement tourmenté voire violent, on retrouve des pointes sur le col de son manteau. Son côté provocateur, arrogant ou encore sarcastique, est représenté par le mélange de couleurs de sa chemise.
- Tybalt est à la fois sexy et violent, séduisant mais inquiétant. De ce fait, son costume est sombre et son col pointu.
- La Nurse se rêve en Capulet mais elle n'en porte que la couleur, d'où sa mise très simple.
- Lady Montaigu est une femme riche et élégante. Elle porte une robe qui représente de par sa couleur ou ses attributs tous les costumes de la famille Montaigu.
- Lady Capulet est plus jeune que son mari, belle et arrogante. Sa robe lui confère une silhouette très allongée et renforce cet aspect hautain. Elle porte un corset qui représente le carcan de sa classe sociale.
- Le Comte Capulet est un homme riche et de pouvoir, chef de famille. Il est très renfermé sur lui-même et semble hors d'atteinte, d'où les différentes couches de son manteau.
- Frère Laurent est un homme pieux. Il porte donc une robe noire avec une croix de velours comme signe de sa foi.
- Le Prince est l'âme de Vérone. De ce fait son costume reprend les couleurs de la ville, à savoir terre de Sienne, ocre et marron clair.
- Costumes du Bal : la couleur du bal est le blanc, tous les personnages sont donc habillés de tenues immaculées et argentées, sans distinction de famille. On y trouve également des inspirations mythologiques, notamment le masque de chacal de Tybalt (référence à Anubis, la divinité funéraire égyptienne) ou bien le costume du Comte Capulet, clin d’œil au dieu grec Dionysos.

### Réception française

#### Public
Le spectacle Les enfants de Vérone est annoncé au Palais des Sports de Paris, du 2 février au 4 avril 2010.
La première est triomphante mais, dès la mi-février, l'intérêt des spectateurs s'émousse. La comédie musicale succède à Cléopâtre et se joue en même temps que Mozart, l'opéra rock ; à nouveau, elle affronte des concurrents de taille mais sans parvenir cette fois à se démarquer. Platine magazine évoque des représentations devant une salle à moitié vide. Face au manque d'engouement du public, Les enfants de Vérone ne se joue plus qu'en soirée, les jeudis, vendredis, samedis et dimanches. La tournée française, qui devait avoir lieu dès octobre 2010, est annulée.

#### Critique
Plutôt séduit, le site spécialisé Charts in France pointe néanmoins un second « acte qui traîne en longueur » ; cette deuxième partie, jugée plus faible, est contrebalancée par « l'incroyable solo Avoir une fille d'Arié Itah ». L'article souligne la prestation du nouveau Mercutio : « la vraie révélation de ce spectacle est John Eyzen [...]. Comme lui a glissé Julie Piétri à l'oreille, lors du cocktail after-show, ce garçon a l'œil du tigre ».
Autre site spécialisé sur le spectacle vivant, Regard en coulisse est plutôt hermétique à cette proposition : « Les inconditionnels du spectacle ne seront pas déçus, en revanche les autres, en particulier ceux qui pouvaient espérer que le show se bonifierait avec le temps, risquent d’être moins enthousiastes [...] : entre un son exécrable et une qualité de jeu très moyenne et inégale, ces intermèdes parlés alourdissent le spectacle au lieu de le fluidifier. Cette impression de lourdeur est renforcée par l’ajout de quatre nouvelles chansons qui n’apportent rien à l’action et lui font faire du surplace. Si le premier acte n’en pâtit pas encore trop, hormis l’interminable scène de bal, la lenteur du deuxième acte le rend soporifique.
Sans tomber forcément dans le c’était mieux avant, on ne peut s’empêcher de regretter la présence scénique, le charisme pour certains et la fraîcheur pour d’autres, des interprètes de la version de 2001 ».
Le Figaro n'est pas convaincu par cette nouvelle mouture : « Ce revival n'apporte pas grand-chose de nouveau sous le ciel de Vérone. Son assourdissant, chorégraphies inutilement brutales, décors un peu kitsch ? On retiendra le talentueux Arié Itah, qui remplace avantageusement El Chato dans le rôle du comte Capulet ».

## Les différentes productions desEnfants de Vérone
Tout comme De la haine à l'amour, le revival des Enfants de Vérone a été adapté et traduit dans plusieurs pays :
- Roméo et Juliette, les enfants de Vérone – version francophone jouée en Corée du Sud, à Taïwan et lors des Asia Tours.
- 로미오 앤 줄리엣 – version sud-coréenne
- Romeo e Giulietta, ama e cambia il mondo – version italienne
- ロミオとジュリエット – versions japonaises de la Revue Takarazuka et de la Tōhō
- Rómeo a Júlia muzikál – version slovaque

De nouvelles adaptations seraient en projet pour la Pologne, l'Espagne, Singapour, l'Australie, la république populaire de Chine...

### Roméo et Juliette, les enfants de Vérone: version francophone jouée en Corée du Sud (2007)

#### Fiche technique
- Textes, musique : Gérard Presgurvic
- Arrangements musicaux : Gérard Presgurvic, Carolin Petit
- Mise en scène : Redha
- Chorégraphie : Redha
- Assistants à la chorégraphie: Christine Hassid, Martin Yaebaert
- Assistant à la mise en scène: Pierre Boisserie
- Costumes : Frédéric Delliaux, Laurent Déjardin
- Coiffures : Laurent Falcon
- Décors : Dominique Lebourges
- Conception graphique : Akimandré, Mstar
- Lumières : Ton Irthum
- Son : Philippe Parmentier
- Direction vocale : Guillaume Coignard
- Direction artistique : Evelyne Presgurvic
- Production : Erum-ENT

#### Distribution
Les doublures sont indiquées entre parenthèses. Le nom des personnages est indiqué en coréen.
- Roméo (로미오) : Damien Sargue (Jules Grison)
- Juliette (줄리엣) : Joy Esther (Stéphanie Impoco)
- Benvolio (벤볼리오) : Cyril Niccolaï (Yoni Amar)
- Mercutio (머큐시오) : John Eyzen (Fabien Incardona)
- Tybalt (티볼트) : William Saint-Val (Fabien Incardona)
- Lady Montaigu (레이디 몬테규) : Brigitte Venditti (Aurélie Musso)
- Lady Capulet (레이디 캐플렛) : Stéphanie Rodrigue (Aurélie Musso)
- La Nourrice (유모) : Ida Gordon (Gwladys Fraioli)
- Comte Capulet (캐플렛 경) : Arié Itah (Alain Cordier)
- Comte Montaigu : n'apparaît pas dans cette production
- Frère Laurent (로랑 신부) : Joël O'Cangha (Alain Cordier)
- Le Prince de Vérone (영주) : Stéphane Métro (Yoni Amar)
- Paris : n'apparaît pas dans cette production
- Le Poète : n'apparaît pas dans cette production
- La Mort (죽음) : Christine Hassid (Natasha Henry)
- Danseurs : Esther Giacalone, Zalina Dzutseva, Daniella Foligno, Svetlana Isaeva, Francesca Lavecchia, Frédéric Jean-Baptiste, Anthony Cazaux, Fly Corcel, Rémy Lailavoix, Khalid Ghajji, François Doppia, Emmanuelle Bouariz, Lauren Filip, Natasha Henry, Marlène Wirth, Mélodie Cailleret, Jérome Piel, Paolo Provenzano, Oliver Rey, Alexandr Malafeev, Dimitry Lotkov, Allal Mouradoudi, Brian Carmack, Anne-Sophie Léonhard

Note :
En 2006, Mélanie Cohl reçoit la proposition d’incarner Juliette Capulet lors de la deuxième saison de Roméo et Juliette, de la haine à l'amour. « Mon fils venait d’avoir un an. Je devais partir en tournée en Asie. On m’a dit soit tu viens sans ton fils, soit tu ne viens pas. […] Cela m’a coupé l’envie de chanter. J’ai été déçue, mais avec le recul, je ne regrette pas. Je n’aurais voulu rater pour rien au monde les premiers pas de mon fils. »

#### Calendrier des représentations
- 20/1-27/2/07 Sejong Center, Séoul
- 10-21/3/07 Citizen's Hall, Busan
- 29/1-27/2/09 Sejong Center, Séoul

#### Chansons du spectacle
- 막 1
  - Prologue 프롤로그
  - Vérone 베로나
  - La haine 증오
  - Grosse 뚱뚱해 (CC et LN)
  - Un jour 언젠가
  - À la vie, à la mort 영원히 (M, R et B)
  - Les rois du monde 세상의 왕들
  - J'ai peur 나는 두려워
  - Le bal 1 무도회 1
  - L'amour heureux 행복한 사랑
  - Le bal 2 무도회 2
  - C'est pas ma faute 내 잘못이 아니야
  - Le balcon 발코니
  - Par amour 사랑으로
  - Les beaux, les laids 아름답든 추하든
  - Et voilà qu'elle aime 그녀가 사랑에 빠졌네
  - Aimer 사랑한다는 건
- 막 2
  - Je veux l'aimer 사랑하고 싶어 (R et J)
  - C'est le jour 그 날이 왔네
  - La folie 광기 (M)
  - Le duel 결투
  - Mort de Mercutio 머큐시오의 죽음
  - Quel est le prix 대가란 무엇인가
  - Duo du désespoir 절망의 듀오
  - Le chant de l'alouette 종달새의 노래
  - Demain 내일
  - Avoir une fille 딸이 있다는 건
  - Le poison 독약
  - Sans elle 그녀 없이 (R)
  - Vérone 2 베로나 2 (PV)
  - Comment lui dire 어떻게 말하지
  - Mort de Roméo 로미오의 죽음
  - La mort de Juliette 줄리엣의 죽음
  - J'sais plus 이젠 더이상 모르겠어요
  - Coupables (final) 죄인들

#### Remarques
- Grosse, A la vie, à la mort, Je veux l'aimer et Vérone 2 sont de nouvelles chansons.
- Quel est le prix est le nouveau titre de La vengeance.
- Sans elle est chanté seul par Roméo car la chanson intervient après Le poison.
- Les rappels étaient Aimer, Vérone et Les rois du monde.
- Les chansons étaient surtitrées pendant le spectacle.

### Roméo et Juliette, les enfants de Vérone(羅密歐 與 茱麗葉): version francophone jouée à Taïwan (2007)

#### Fiche technique
- Textes, musique : Gérard Presgurvic
- Arrangements musicaux : Gérard Presgurvic, Carolin Petit
- Mise en scène : Redha
- Chorégraphie : Redha
- Assistant à la chorégraphie : Allal Mouradoudi
- Costumes : Frédéric Delliaux, Laurent Déjardin
- Coiffures : Laurent Falcon
- Décors : Dominique Lebourges
- Conception graphique : Akimandré, Mstar
- Lumières : Ton Irthum
- Son : Philippe Parmentier
- Direction vocale : Guillaume Cognard
- Direction artistique : Evelyne Presgurvic
- Production : New Aspect

#### Distribution
Les alternants sont indiqués entre parenthèses. Le nom des personnages est indiqué en chinois traditionnel.
- Roméo (羅密歐) : Damien Sargue (Jules Grison)
- Juliette (茱麗葉) : Joy Esther (Stéphanie Impoco)
- Benvolio (班福樂) : Cyril Niccolaï (Yoni Amar)
- Mercutio (莫枯修) : John Eyzen (Fabien Incardona)
- Tybalt (鐵豹) : William St-Val (Fabien Incardona)
- Lady Montaigu (蒙特鳩夫人) : Brigitte Venditti (Aurélie Musso)
- Lady Capulet (卡布雷特夫人) : Stéphanie Rodrigue (Aurélie Musso)
- La Nourrice (奶媽) : Ida Gordon (Gwladys Fraioli)
- Comte Capulet (卡布雷特伯爵) : Arié Itah (Alain Cordier)
- Comte Montaigu : n'apparaît pas dans cette production
- Frère Laurent (劳伦修士) : Joël O'Cangha (Alain Cordier)
- Le Prince de Vérone (王子) : Stéphane Métro (Yoni Amar)
- Paris : n'apparaît pas dans cette production
- Le Poète : n'apparaît pas dans cette production
- La Mort (死亡) : Aurélie Badol
- Danseurs : Carl Portal, Rémy Lailavoix, Allal Mouradoudi, Khalid Ghajji, Dimitry Lotkov, Zalina Dzutseva, Aleksandr Malafeev, Svetlana Isaeva, Jérôme Couchard, Julie Richer, Peggy Didon, Andrea Bescond, Ndedi Ma-Sellu, Hacine Brahimi, Anna Ivacheff, Sabrina Haroun, Sami Mouhoubi, Laurence Perez-Robin

#### Calendrier des représentations
- 5-21/4/07 National Dr. Sun Yat-sen Memorial Hall, Taipei, Taiwan

#### Chansons du spectacle
- 幕一
  - Ouverture 序曲
  - Vérone 1 維洛那 I
  - La haine 恨
  - Grosse
  - La Demande en mariage 求婚
  - Un jour 有一天
  - À la vie, à la mort
  - Les rois du monde 世界之王
  - J'ai peur 我怕
  - Le bal 1 舞會 I
  - L'amour heureux 真心之愛
  - Le bal 2 舞會 II
  - C'est pas ma faute 非我之錯
  - Le bal 3 舞會 III (instrumental)
  - Le balcon
  - Par amour 以愛之名
  - Les beaux, les laids 美與醜
  - Et voilà qu'elle aime 她正沉醉愛河
  - Aimer 愛吧 !
- 幕二
  - Je veux l'aimer 這次巡迴的新歌
  - C'est le jour 就是今天
  - La folie
  - Le duel 決鬥
  - Mort de Mercutio 莫枯修之死
  - Quel est le prix 怎樣的代價
  - Duo du désespoir 絕望二重唱
  - Le chant de l'alouette 雲雀之歌
  - Demain 明天
  - Avoir une fille 呵護一個女孩
  - Le poison 毒藥
  - Sans elle 沒有她 (R)
  - Vérone 2 維洛那 II
  - Comment lui dire 怎麼跟他說
  - Mort de Roméo 羅密歐之死
  - La mort de Juliette 茱麗葉之死
  - J'sais plus
  - Coupables (final) 罪人

#### Remarques
- Grosse, A la vie, à la mort, Le bal 3, Je veux l'aimer et Vérone 2 sont de nouvelles chansons.
- Quel est le prix est le nouveau titre de La vengeance.
- Le morceau Sans elle est chanté seul par Roméo car il intervient après Le poison.
- Les rappels étaient Aimer, Vérone et Les rois du monde.
- La demande en mariage vient avant Un jour et Tu dois te Marier a été supprimée.
- Les chansons étaient surtitrées pendant le spectacle.

### Roméo et Juliette, les enfants de Vérone: version francophone jouée en Corée du Sud (2009)

#### Fiche technique
- Textes, musique & Production exécutive : Gérard Presgurvic
- Arrangements musicaux : Gérard Presgurvic, Carolin Petit
- Consultants artistiques : Alex Archimbaud et Stéphane Loras
- Assistant chorégraphe : Allal Mouradoudi, sur une idée originale de Rédha
- Costumes : Laurent Déjardin
- Coiffures : Laurent Falcon
- Décors : Dominique Lebourges
- Lumières : Ton Irthum
- Son : Philippe Parmentier
- Direction vocale : Guillaume Coignard
- Direction artistique : Evelyne Presgurvic

#### Distribution
Les alternants sont indiqués entre parenthèses.
- Roméo : Damien Sargue (Nuno Resende)
- Juliette : Joy Esther (Sophie Gemin)
- Benvolio : Cyril Niccolaï (Nuno Resende)
- Mercutio : John Eyzen (Fabien Incardona)
- Tybalt : Tom Ross (Fabien Incardona)
- Lady Montaigu : Brigitte Venditti (Marie Klaus)
- Lady Capulet : Stéphanie Rodrigue (Marie Klaus)
- La Nourrice : Ida Gordon (Gwladys Fraioli)
- Comte Capulet : Arié Itah (Alain Cordier)
- Frère Laurent : Frédéric Charter (Alain Cordier)
- Le Prince de Vérone : Stéphane Métro (Alain Cordier)
- Le Poète : voix off
- La Mort : Aurélie Badol
- Danseurs
  - Montaigu : Zalina Dzutseva, Svetlana Isaeva, Peggy Didon, Rachel Duray, Émilie Sudre, Michael Biasi, Hacim Brahimi, Khalid Ghajji, Remi Lailavoix, Ndedi Ma-Sellu.
  - Capulet : Andrea Bescond, Ksenia Dykina, Sabrina Haorun, Julie Richer, Jérome Couchart, Alexandr Malafeev, Dmitry Lotkov, Allal Mouradoudi, Khalid Ghajji, Sami Mouhoubi

#### Chansons du spectacle
- Acte 1
  - Ouverture (Gérard & Laura Presgurvic)
  - Vérone (le Prince de Vérone)
  - La Haine (Lady Capulet et Lady Montaigu)
  - La Demande en mariage (Le Comte Capulet, Tybalt, la Nurse et les Chœurs)
  - Tu dois te marier (Lady Capulet)
  - Un jour (Roméo et Juliette)
  - À la vie, à la mort (Roméo, Benvolio, Mercutio)
  - Les Rois du monde (Roméo, Benvolio et Mercutio)
  - J'ai peur (Roméo)
  - Le Bal (instrumental)
  - L'Amour heureux (Roméo et Juliette)
  - Le Bal 2 (instrumental)
  - C'est pas ma faute (Tybalt)
  - Le Poète (voix off et Juliette)
  - Le Balcon (Roméo et Juliette)
  - Par amour (Frère Laurent, Roméo et Juliette)
  - Les Beaux, les Laids (La Nourrice, Benvolio et Mercutio)
  - Et voilà qu'elle aime (La Nourrice)
  - Aimer (Roméo et Juliette)
- Acte 2
  - Le Pouvoir (Le Prince de Vérone)
  - On dit dans la rue (Roméo, Mercutio et Benvolio)
  - C'est le jour (Tybalt)
  - La Folie (Mercutio)
  - Le Duel (Mercutio, Tybalt, et Roméo)
  - Mort de Mercutio (Mercutio et Roméo)
  - Quel est le prix ? (Comte Capulet, Lady Montaigu, le Prince de Vérone et Roméo)
  - Duo du désespoir (La Nourrice et Frère Laurent)
  - Le Chant de l'alouette (Roméo et Juliette)
  - Demain (Comte Capulet, Lady Capulet, Juliette et La Nourrice)
  - Avoir une fille (Comte Capulet)
  - Le Poison (Juliette)
  - Sans elle (Roméo)
  - Vérone 2 (Le Prince)
  - Comment lui dire (Benvolio)
  - Mort de Roméo (Roméo)
  - La Mort de Juliette (Juliette)
  - J'sais plus (Frère Laurent & La Nurse)
  - Coupables (final) (Lady Capulet, Lady Montaigu, La Nourrice et tous)
  - Avoir 20 ans (Rappels, Mercutio, Roméo, Benvolio & la troupe)

### Roméo et Juliette (로미오 앤 줄리엣): version sud-coréenne (2009)

#### Production
Jouée en 2007 et 2009 dans les salles sud-coréennes, la comédie musicale avait jusqu'alors toujours été interprétée en français et chantée par des artistes francophones ; chaque représentation comprenait des surtitres à destination du public. À l'été 2009, Roméo et Juliette est présenté pour la première fois en coréen et porté par des célébrités de la scène musicale locale.

#### Fiche technique
- Titre : hangeul : 로미오 앤 줄리엣 ; RR : lomio aen Jullies ; litt. « Roméo et Juliette »
- Textes originaux, composition, arrangements et direction musicale : Gérard Presgurvic
- Mise en scène : Redha, Kim Deok-nam
- Chorégraphie : Redha, Choi In-sook
- Lieux : Opera Theater, Seoul Arts Center (Seocho-gu, Séoul)[18] puis Woori Arts Hall, Parc olympique (Songpa-gu, Séoul)[19]

#### Distribution[19]
- Roméo : Lim Tae-kyung, Shin Sung-rok, Kim Soo-yong, Jeon Dong-seok
- Juliette : Kim So-hyun, Park So-yeon, Choi Ji-i
- Benvolio : Lee Gun-Myung, Park Min-seong
- Mercutio :  Enoch, Jung Jae-heon, Kim Tae-hoon
- Tybalt : Kim Sung-dae, Kim Bo-gang, Kim Tae-hyung
- Lady Montaigu : Kang Hyo-sung, Yoo Chae-jung
- Comte Montaigu : n'apparaît pas dans cette production
- Lady Capulet : Shin Young-sook, Hong Mi-ok
- La Nourrice : Kim Hyun-sook, Shin Mi-yeon, Lee Go-woon
- Comte Capulet : Kim Jin-tae, Song Yong-tae, Ryu Chang-woo
- Frère Laurent : Ryu Chang-woo, Jo Yoo-shin, Ha Ji-won
- Le Prince de Vérone : Lim Hyun-soo, Shim Jae-hyeon, Shim Jae-hyun
- Pâris : Lee Jae-hong
- La Mort : Kim Seo-no, Yoon Kyung-bae
- Le Poète : n'apparaît pas dans cette production

#### Chansons du spectacle[19]
- 막 1
  - Ouverture (서막)
  - Vérone (베론)
  - La Haine (증오)
  - Un jour (언젠가)
  - La demande en mariage (구혼)
  - Tu dois de marier (결혼을 해야 해)
  - Les Rois du Monde (세상의 왕들)
  - Je rêve (내 꿈)
  - J'ai peur (난 두려워)
  - L'amour heureux (행복한 사랑)
  - C'est pas ma faute (내 잘못이 아냐)
  - Le Poète (시인)
  - Le balcon (발코니)
  - Par amour (사랑으로)
  - Les beaux, les laids (아름답든 추하든)
  - Et voila qu'elle aime (그녀가 사랑에 빠졌네)
  - Aimer (사랑한다는 것)
- 막 2
  - On dit dans la rue (거리의 소문들)
  - C'est le jour (오늘이야)
  - La folie (광기)
  - Le duel (결투)
  - Le Mort de Mercutio (머큐시오의 죽음)
  - La Vengeance (복수)
  - Le Pouvoir (권력)
  - Duo de désespoir (절망의 듀엣)
  - Le chant de l'alouette (종달새의 노래)
  - Demain (내일)
  - Avoir une fille (딸이 있다는건)[17]
  - Pourquoi (어째서)
  - Sans elle (그녀 없이)
  - Le poison (독약)
  - Comment lui dire (어떻게 말하지)
  - La mort de Roméo (로미오의 죽음)
  - La mort de Juliette (줄리엣의 죽음)
  - J'sais plus (더이상 모르겠습니다)
  - Coupables (죄인들)

### Roméo à Juliette(ロミオ と ジュリエット): version Takarazuka (2010)
La toute première version nippone de la comédie musicale française est créée par Shūichirō Koike pour la Revue Takarazuka, une compagnie théâtrale exclusivement féminine. Une nouvelle danseuse principale, l'Amour, apparaît pour contrebalancer la figure de la Mort. Les représentations débutent en juillet 2010 au Umeda Arts Theater. Une captation est sortie en DVD. Énorme succès de la Revue, Roméo et Juliette connaît quatre revivals en 2011, 2012, 2013 et 2021.

#### Fiche technique
- Titre : ロミオ と ジュリエット (Romio to Jurietto?, Roméo à Juliette)
- Adaptation et direction : Shūichirō Koike
- Musique : Gérard Presgurvic
- Chorégraphie : Miori Yumino, KAZUMI-BOY, Sakuragi Ryousuke
- Production : TBS, Horipro et Umeda Arts Theater
- Lieux : Umeda Arts Theater (Osaka)

#### Distribution[21]
- Roméo : Reon Yuzuki
- Juliette : Nene Yumesaki
- Tybalt : Kaname Ouki
- Mercutio : Yuzuru Kurenai
- Benvolio : Shio Suzumi
- Frère Laurent : Ema Naoki
- Comte Montague : Ai Nishiki
- Comte Capulet : Chihiro Itsuki
- Lady Montague : Mizuho Kawai
- Lady Capulet : Yuri Otohana
- La Nourrice : Remi Shirahana
- Le Prince de Vérone : Ryou Mizuki
- Pâris : Mitsuki Tenju
- La Mort : Suzuho Makaze
- L'Amour : Makoto Rei
- Le Poète : n'apparaît pas dans cette production

### Roméo & Juliette(ロミオ & ジュリエット): version japonaise (2011 / 2013)
Ce Roméo et Juliette (ロミオ & ジュリエット) est en grande partie basé sur la traduction et la mise en scène de la production takarasienne mais interprété par un casting mixte ; Shūichirō Koike assure également la mise en scène de cette version. Yū Shirota et Ikusaburō Yamazaki, tout juste auréolés de leur succès dans Elisabeth, tiennent en alternance le rôle de Roméo.
Face à l'engouement, le spectacle est reconduit en 2013. Lors de ce revival, Yū Shirota incarne alternativement Roméo et Tybalt.

#### Fiche technique
- Titre : ロミオ & ジュリエット (Romio & Jurietto?, Roméo et Juliette)
- Traduction littérale : Roméo & Juliette
- Adaptation et direction : Shūichirō Koike
- Musique : Gérard Presgurvic
- Chorégraphie : Tetsuharu Masuda[23]
- Production : TBS, Horipro et Umeda Arts Theater
- Lieux : Akasaka ACT Theater (Tokyo) / Umeda Arts Theater (Osaka)

#### Distribution originale (2011)
- Roméo : Yū Shirota / Ikusaburō Yamazaki
- Juliette : Rina Frank / Natsumi Kon
- Tybalt : Genki Hirakata / Rio Uehara
- Mercutio : Shinji Rachi / Kazuaki Ishii
- Benvolio : Kenji Urai
- Lady Montaigu : Rei Ootori
- Lady Capulet : Mayo Suzukaze
- La Nourrice : Yuki Mirai
- Comte Capulet : Zen Ishikawa
- Comte Montaigu : Hino Arata
- Frère Laurent : Motomu Azaki
- Le Prince de Vérone : Nakayama Noboru
- Pâris : Ryosuke Okada
- La Mort : Shu Nakajima / Yūsuke Ohnuki
- Le Poète : n'apparaît pas dans cette production

#### Distribution du revival (2013)
- Roméo : Yū Shirota / Yūta Furukawa / Hayato Kakizawa
- Juliette : Rina Frank / Kurumi Shimizu
- Tybalt : Kazuki Katō / Yū Shirota
- Mercutio : Kōki Mizuta / MITSUAKI
- Benvolio : Matsuya Onoe / Genki Hirakata
- Lady Montaigu : Yukari Suzuki
- Lady Capulet : Mayo Suzukaze
- La Nourrice : Yuki Mirai
- Comte Capulet : Zen Ishikawa
- Comte Montaigu : Hino Arata
- Frère Laurent : Motomu Azaki
- Le Prince de Vérone : Nakayama Noboru
- Pâris : Ryosuke Okada / Jun'ichi Katō
- La Mort : Shu Nakajima / Yūsuke Ohnuki / Shuntarō Miyao
- Le Poète : n'apparaît pas dans cette production

#### Chansons du spectacle
- Acte 1
  - Vérone (le Prince de Vérone)
  - La Haine (Lady Capulet et Lady Montaigu)
  - Un jour (Roméo et Juliette)
  - La Demande en mariage (Le Comte Capulet, Pâris et les Chœurs)
  - Tybalt (Tybalt)
  - Conseils de mariage (La Nourrice et Juliette)
  - Tu dois te marier (Lady Capulet)
  - Sauf le mariage (Juliette)
  - Les Rois du monde (Roméo, Benvolio et Mercutio)
  - La Reine Mab (Je Rêve) (Roméo, Benvolio et Mercutio)
  - J'ai peur (Roméo)
  - Le Bal (instrumental)
  - L'Amour heureux (Roméo et Juliette)
  - C'est pas ma faute (Tybalt)
  - Le Balcon (Roméo et Juliette)
  - Par amour (Frère Laurent et Roméo)
  - Les Beaux, les Laids (La Nourrice, Benvolio et Mercutio)
  - Et voilà qu'elle aime (La Nourrice)
  - Aimer (Roméo et Juliette)
- Acte 2
  - On dit dans la rue (Roméo, Mercutio et Benvolio)
  - C'est le jour (Tybalt)
  - Le Duel (Mercutio, Tybalt, et Roméo)
  - Mort de Mercutio (Mercutio et Roméo)
  - Quel est le prix (Comte Montaigu, Lady Capulet, Comte Capulet, Lady Montaigu, le Prince de Vérone et Roméo)
  - Vérone 2 (Le Prince)
  - Reprise La haine / Aimer (Roméo)
  - Duo du désespoir (La Nourrice, Frère Laurent et Roméo)
  - Le Chant de l'alouette (Roméo et Juliette)
  - Demain (Comte Capulet, Lady Capulet, Pâris, Juliette)
  - Avoir une fille (Comte Capulet)
  - Sans elle (Roméo, le frère Laurent & Juliette)
  - La folie / Le Poison (Juliette, les Capulet, les Montaigu, la Nourrice et Benvolio)
  - Comment lui dire (Benvolio)
  - La complainte de Roméo (Roméo)
  - Mort de Roméo (Roméo)
  - Mort de Juliette (Juliette)
  - J'sais plus (Frère Laurent & la troupe)
  - Coupables (final) (Lady Montaigu, Lady Capulet, La Nourrice et tous)
  - Aimer (Rappel, la troupe)

### Roméo et Juliette, les enfants de Vérone: Asia Tour (2012)
La troupe repart en tournée au Japon puis en Chine en octobre et décembre 2012.

#### Distribution
- Roméo : Cyril Niccolaï (Régis Olivier)
- Juliette : Candice Parise
- Benvolio : Stéphane Neville (Régis Olivier)
- Mercutio : John Eyzen (Régis Olivier)
- Tybalt : Tom Ross (Régis Olivier)
- Lady Montaigu : Brigitte Venditti (Marie Klaus)
- Lady Capulet : Stéphanie Rodrigue (Marie Klaus)
- La Nourrice : Gwladys Fraioli (Marie Klaus)
- Comte Capulet : Sébastien Chato (Christophe Borie)
- Frère Laurent : Frédéric Charter (Christophe Borie)
- Le Prince de Vérone : Stéphane Métro (Christophe Borie)
- Danseurs :
  - Capulet : Jérome Couchart, Camille Brulais, Anthony Despras, Hedi Hammam, Vaia Veneti, Alexandre Galopin, Aurelie Giboire, Florie Rossignon, Sebastien Sfedj.
  - Montaigu : Andrea Condorelli, Yohann Tete, Joseph Di Marco, Ndedi Ma-Sellu, Dorothée Goxe, Julie Zano, Stéphane Lavalee, Sabine Gautrain, Maria McClurg.

#### Chansons du spectacle
- Acte 1
  - Ouverture (Gérard & Laura Presgurvic)
  - Vérone (le Prince de Vérone)
  - La Haine (Lady Capulet et Lady Montaigu)
  - À la vie, à la mort (Benvolio et Mercutio)
  - La Demande en mariage (Le Comte Capulet Tybalt et les Chœurs)
  - Tybalt (Tybalt)
  - Tu dois te marier (Lady Capulet)
  - Un jour (Roméo et Juliette)
  - Les Rois du monde (Roméo, Benvolio et Mercutio)
  - La Reine Mab (Je Rêve) (Mercutio)
  - J'ai peur (Roméo)
  - Le Bal (instrumental)
  - L'Amour heureux (Roméo et Juliette)
  - C'est pas ma faute (Tybalt)
  - Les Poupées (instrumental)
  - Le Balcon (Roméo et Juliette)
  - Le Poète (Le Poète et Juliette)
  - Par amour (Frère Laurent, Roméo et Juliette)
  - Les Beaux, les Laids (La Nourrice, Benvolio et Mercutio)
  - Et voilà qu'elle aime (La Nourrice)
  - Aimer (Roméo et Juliette)
- Acte 2
  - Le Pouvoir (Le Prince de Vérone)
  - On dit dans la rue (Roméo, Mercutio et Benvolio)
  - C'est le jour (Tybalt)
  - La Folie (Mercutio)
  - Le Duel (Mercutio, Tybalt, et Roméo)
  - Mort de Mercutio (Mercutio et Roméo)
  - La Vengeance (Comte Capulet, Lady Montaigu, le Prince de Vérone et Roméo)
  - Duo du désespoir (La Nourrice et Frère Laurent)
  - Le Chant de l'alouette (Roméo et Juliette)
  - Demain (Comte Capulet, Lady Capulet, Juliette et La Nourrice)
  - Avoir une fille (Comte Capulet)
  - On prie (Roméo & Juliette)
  - Le Poison (Juliette)
  - Sans elle (Roméo)
  - Vérone 2 (Le Prince)
  - Comment lui dire (Benvolio)
  - Mort de Roméo (Roméo)
  - La Mort de Juliette (Juliette)
  - J'sais plus (Frère Laurent, La Nurse, Lady Montaigu, Lady Capulet & la troupe)
  - Coupables (final) (Lady Montaigu, Lady Capulet, La Nourrice et tous)
  - Avoir 20 ans (Rappel, Mercutio, Roméo, Benvolio & la troupe)

### Romeo e Giulietta - Ama e cambia il mondo: version italienne (2013 - en cours)
Vérone (Arena di Verona) 2-3 octobre 2013; Rome (Gran Teatro) du 17 octobre 2013; Milan, Florence et d'autres villes italiennes en 2014 et 2015.

#### Fiche technique
- Titre : Romeo e Giulietta - Ama e cambia il mondo (Roméo et Juliette - Aimer et changer le monde)
- Musique : Gérard Presgurvic
- Textes : Vincenzo Incenzo
- Mise en scène : Giuliano Peparini
- Chorégraphie : Veronica Peparini
- Costumes : Frédéric Olivier
- Coiffures : Antonella D'Elia
- Maquillages : Bianca Matteucci
- Décors : Barbara Mapelli
- Direction vocale : Paola Neri
- Production : David Zard

#### Distribution
- Roméo : Davide Merlini (Federico Marignetti à partir de 2015)
- Juliette : Giulia Luzi
- Benvolio : Riccardo Maccaferri (Manuel Bianco)
- Mercutio : Luca Giacomelli Ferrarini (Manuel Bianco)
- Tybalt : Gianluca Merolli (Manuel Bianco)
- Lady Montaigu : Roberta Faccani (Valentina Ferrari)
- Lady Capulet : Barbara Cola (Valentina Ferrari)
- La Nourrice : Silvia Querci (Chiara Luppi)
- Comte Montaigu : Angelo Minoli
- Comte Capulet : Vittorio Matteucci (Angelo Minoli)
- Frère Laurent : Giò Tortorelli (Angelo Minoli)
- Prince de Vérone : Leonardo di Minno (Angelo Minoli)

#### Chansons du spectacle
- 1° atto
  - Preludio (Ouverture)
  - Verona (Vérone)
  - Io tremo (J'ai peur)
  - L'odio (La haine)
  - La domanda di matrimonio (La demande en mariage)
  - Quando (Un jour)
  - Il giorno del sì (Tu dois te marier)
  - I re del mondo (Les rois du monde)
  - Il ballo (Le bal)
  - La felicità dell'amore (L'amour heureux)
  - Il ballo 2 (Le bal 2)
  - Chi son io? (Tybalt)
  - Il balcone (Le balcon)
  - Quale amore (Par amour)
  - Oggi o mai (C'est le jour)
  - Belli e brutti noi (Les beaux, les laids)
  - S'innamora già (Et voilà qu'elle aime)
  - Ama e cambia il mondo (Aimer)
- 2° atto
  - Cos'hai fatto! (On dit dans la rue)
  - Il potere (Le pouvoir)
  - Non ho colpa (C'est pas ma faute)
  - La follia (La folie)
  - Il duello (Le duel)
  - La morte di Mercuzio (Mort de Mercutio)
  - La vendetta (La vengeance)
  - Se non ho più Romeo
  - Dio (Duo du désespoir)
  - Il canto dell'allodola (Le chant de l'alouette)
  - Vedrai (Demain)
  - Avere te (Avoir une fille)
  - Mio dio pietà (On prie)
  - Il veleno (Le poison)
  - Verona (reprise) (Vérone (reprise))
  - Con che pietà (Comment lui dire)
  - Non so più (J'sais plus)
  - La morte di Romeo (La mort de Roméo)
  - La morte di Giulietta (La mort de Juliette)
  - Colpa nostra (Coupables)

#### Remarques
- Ama e cambia il mondo est la seule production à avoir suivi le texte shakespearien. Des scénettes jouées sont intercalées entre chaque chanson et reprennent les tirades élisabéthaines. Pour rester au plus près de la trame originale, l'intrigue de Presgurvic a donc été modifiée.
- La captation scénique a eu lieu aux Arènes de Vérone, la ville où se déroule la pièce originale.

### Roméo et Juliette, Les Enfants de Vérone: Asia Tour (2015)
Le spectacle se joue du 12 septembre au 11 octobre 2015 au théâtre Blue Square de Seoul.

#### Distribution
- Roméo : Cyril Niccolaï (Romain Fructuoso)
- Juliette : Joy Esther / Stéphanie Schlesser
- Benvolio : Stéphane Neville (Romain Fructuoso)
- Mercutio : John Eyzen (Romain Fructuoso)
- Tybalt : Tom Ross (Romain Fructuoso)
- Le Prince : Stéphane Métro (Yoni Amar)
- Lady Capulet : Moniek Boersma (Krystel Breda)
- Lady Montaigu : Brigitte Venditti (Krystel Breda)
- Comte Capulet : Sébastien Chato (Yoni Amar)
- La Nurse : Gwladys Fraioli (Krystel Breda)
- Frère Laurent : Frédéric Charter (Yoni Amar)
- La Mort : Aurélie Badol

### Roméo et Juliette, Les Enfants de Vérone: Asia Tour (2016)
Le spectacle se joue en octobre 2016 à Taiwan puis en Chine.

#### Distribution
- Roméo : Alexis Loizon (Cédric Chupin)
- Juliette : Clémence Illiaquer (Marie Oppert / Stéphanie Schlesser)
- Benvolio : Grégory Gonel (Cédric Chupin)
- Mercutio : John Eyzen (Cédric Chupin)
- Tybalt : Nicolas Turconi (Cédric Chupin)
- La Nurse : Juliette Moraine (Barbara Sonnino)
- Le Prince : Frédéric Charter (Roland Karl / Yoni Amar)
- Lady Capulet : Moniek Boersma (Barbara Sonnino)
- Lady Montaigu : Brigitte Venditti (Barbara Sonnino)
- Comte Capulet : Arie Itah (Roland Karl / Yoni Amar)
- Frère Laurent : Didier Hayat (Roland Karl / Yoni Amar)

### Roméo et Juliette, Les Enfants de Vérone: Asia Tour (2018)
Le spectacle se joue de mars à juin 2018 en Chine puis à Taiwan.

#### Distribution
- Roméo : Damien Sargue (Nuno Resende)
- Juliette : Clémence Illiaquer (Clara Poirieux)
- Benvolio : Grégory Gonel (Nuno Resende)
- Mercutio : John Eyzen (Nuno Resende)
- Tybalt : Nicolas Turconi (Nuno Resende)
- Le Prince : Frédéric Charter (Yoni Amar)
- Lady Capulet : Moniek Boersma (Barbara Sonnino)
- Lady Montaigu : Brigitte Venditti (Barbara Sonnino)
- Comte Capulet : Christophe Hérault (Yoni Amar)
- La Nurse : Juliette Moraine (Barbara Sonnino)
- Frère Laurent : Stéphane Métro (Yoni Amar)
- La Mort : Justine Catala

### Roméo & Juliette(ロミオ & ジュリエット): version japonaise, Black et White Editions (2019 / 2021)
Nouvelle production nippone, ce Roméo et Juliette s'avère en rupture avec la précédente adaptation japonaise de 2011 / 2013. Elle présente des décors ainsi que des costumes différents. Face au succès, elle connaît un revival en 2021.
Cette version comporte deux distributions différentes, la Black Edition et la White Edition. Chaque distribution bénéficie d'une captation sortie en support physique.

#### Fiche technique
- Titre : ロミオ & ジュリエット (Romio & Jurietto?, Roméo et Juliette)
- Traduction littérale : Roméo & Juliette
- Adaptation et direction : Shūichirō Koike
- Musique : Gérard Presgurvic
- Production : Tōhō, TBS, Horipro, ABC TV et Umeda Arts Theater
- Chorégraphie : KAORIalive, AKIHITO, Kenta Kojiri
- Costume : Yoshiko Ikuzawa
- Coiffures : Katsuyuki Tomioka

#### Distribution originale (2019)
- Roméo : Yūta Furukawa / Takurō Ōno
- Juliette : Wakana Aoi / Haruka Kinoshita
- Benvolio : Tatsunari Kimura / Ryōsuke Miura
- Mercutio : Sōichi Hirama / Mario Kuroba
- Tybalt : Yūsuke Hirose / Daisuke Watanabe
- La nourrice : Sylvia Grab
- Lady Montague : Mio Akisono
- Lord Montague : Hiroshi Miyakawa
- Lady Capulet : Sumire Haruno
- Lord Capulet : Kōjirō Oka
- Le Prince : Kazutaka Ishii
- Le Frère Laurent : Yūji Kishi
- Pâris : Nobuo Kyo
- La Mort : Yusuke Onuki / Shuntaro Miyao
- Le Poète : n'apparaît pas dans cette production

#### Distribution du revival (2021)
- Roméo : Mario Kuroba / Shōma Kai
- Juliette : Rikka Ihara / Ai Tenshō
- Benvolio : Ryosuke Mikata / Gōki Maeda
- Mercutio : Showtaro Okubo / Kōta Shinzato
- Tybalt : Kodai Yoshida / Toshiki Tateishi
- La nourrice : Kaoru Harada
- Lady Montague : Mio Akisono
- Lord Montague : Hiroshi Miyakawa
- Lady Capulet : Sumire Haruno
- Lord Capulet : Yu-ki Matsumura
- Le Prince : Kōjirō Oka
- Le Frère Laurent : Kazutaka Ishii
- Pâris : Kentarou Kanesaki
- La Mort : Kenta Kojiri / Shohei Horiuchi
- Le Poète : n'apparaît pas dans cette production

#### Chansons du spectacle
- Acte 1
  - Vérone (le Prince de Vérone)
  - La Haine (Lady Capulet et Lady Montaigu)
  - Un jour (Roméo et Juliette)
  - La Demande en mariage (Le Comte Capulet, Pâris et les Chœurs)
  - Tybalt (Tybalt)
  - Conseils de mariage (La Nourrice et Juliette)
  - Tu dois te marier (Lady Capulet)
  - Sauf le mariage (Juliette)
  - Les Rois du monde (Roméo, Benvolio et Mercutio)
  - La Reine Mab (Je Rêve) (Roméo, Benvolio et Mercutio)
  - J'ai peur (Roméo)
  - Le Bal (instrumental)
  - L'Amour heureux (Roméo et Juliette)
  - C'est pas ma faute (Tybalt)
  - Le Balcon (Roméo et Juliette)
  - Par amour (Frère Laurent et Roméo)
  - Les Beaux, les Laids (La Nourrice, Benvolio et Mercutio)
  - Et voilà qu'elle aime (La Nourrice)
  - Aimer (Roméo et Juliette)
- Acte 2
  - On dit dans la rue (Roméo, Mercutio et Benvolio)
  - C'est le jour (Tybalt)
  - Le Duel (Mercutio, Tybalt, et Roméo)
  - Mort de Mercutio (Mercutio et Roméo)
  - Quel est le prix (Comte Montaigu, Lady Capulet, Comte Capulet, Lady Montaigu, le Prince de Vérone et Roméo)
  - Vérone 2 (Le Prince)
  - Reprise La haine / Aimer (Roméo)
  - Duo du désespoir (La Nourrice, Frère Laurent et Roméo)
  - Le Chant de l'alouette (Roméo et Juliette)
  - Demain (Comte Capulet, Lady Capulet, Pâris, Juliette)
  - Avoir une fille (Comte Capulet)
  - Sans elle (Roméo, le frère Laurent & Juliette)
  - La folie / Le Poison (Juliette, les Capulet, les Montaigu, la Nourrice et Benvolio)
  - Comment lui dire (Benvolio)
  - La complainte de Roméo (Roméo)
  - Mort de Roméo (Roméo)
  - Mort de Juliette (Juliette)
  - J'sais plus (Frère Laurent & la troupe)
  - Coupables (final) (Lady Montaigu, Lady Capulet, La Nourrice et tous)
  - Aimer (Rappel, la troupe)

### Roméo et Juliette, Les Enfants de Vérone: Asia Tour (2023)

#### Production
La comédie musicale se jouera entre début février et fin mars 2023 à Taiwan (Taichung, Taipei, Kaohsiung) et dans le Nord de la Chine.
Afin de fêter les vingt ans du spectacle, la production réunit pour la première fois le couple original lors d'une tournée. Si Damien Sargue a campé Roméo sur les deux versions, Cécilia Cara n'avait pas incarné Juliette depuis la fin De la haine à l'amour.
Parmi les premiers membres des Enfants de Vérone, John Eyzen (Mercutio), Cyril Niccolai (Benvolio), Jean-Frédéric Charter (Frère Laurent), Arié Itah (Comte Capulet) et Brigitte Venditti (Lady Montaigu) reprennent également leurs rôles. Clémence Illiaquer, qui avait incarnée Juliette en 2016, 2018 et 2019, officie en tant que doublure sur la tournée 2023.
Le casting se compose majoritairement des interprètes originaux De la haine à l'amour et des Enfants de Vérone, à quelques exceptions notables. Habitués des productions musicales, Gregory Deck (Dracula, l'amour plus fort que la mort, Jésus, de Nazareth à Jérusalem, Salut les copains), David Bàn (Les Demoiselles de Rochefort, 1789 : Les Amants de la Bastille, Les Trois Mousquetaires) et Carmen Maria Vega (Mistinguett, reine des années folles) intègrent pour la première fois la troupe. Il en va de même pour la danseuse et mannequin Mie Nyhuus qui campera la Mort ainsi que Juliette Moraine, révélée par la saison 3 de The Voice : La Plus Belle Voix.

#### Distribution
Les alternants sont indiqués entre parenthèses.
- Roméo : Damien Sargue (Théo Agate)
- Juliette : Cécilia Cara (Clémence Illiaquer)
- Benvolio : Cyril Niccolai (Théo Agate)
- Mercutio : John Eyzen (Théo Agate)
- Tybalt : Gregory Deck (Théo Agate)
- Le Prince : David Bàn (Pierre Étienne)
- Lady Capulet : Carmen Maria Vega (Clémence Illiaquer)
- Lady Montaigu : Brigitte Venditti (Clémence Illiaquer)
- Comte Capulet : Arié Itah (Pierre Étienne)
- La Nourrice : Juliette Moraine (Clémence Illiaquer)
- Frère Laurent : Jean-Frédéric Charter (Pierre Étienne)
- La Mort : Mie Nyhuus

## Différences avec la pièce shakespearienne
Contrairement aux dires de Presgurvic, lequel affirme avoir suivi la trame fidèlement, les deux versions de la comédie musicale (De la haine à l'amour et Les Enfants de Vérone) diffèrent assez de la pièce originale.

### Changements dans la forme et l'intrigue
La première variation réside dans les dialogues : le texte élisabéthain n'est pas utilisé, à l'exception de la version italienne Ama e cambia il mondo.
L'intrigue a également connu de nombreux changements. Ainsi, presque tous les personnages sont au courant du mariage « secret » des deux amoureux, ce qui renforce l'hostilité entre les familles.

### Variations autour des protagonistes
Le personnage du Comte Montaigu est absent dans quasiment toutes les versions, la mère de Roméo est le plus souvent veuve. Il est néanmoins présent dans les productions anglaise, japonaise et italienne, son rôle restant cantonné à de la figuration. Par conséquent, Lady Montaigu occupe souvent un rôle plus important : elle est une mère protectrice et une cheffe de famille déterminée, soucieuse de préserver son fils comme son clan. Si elle peut sembler sous-estimer les conflits, parlant avec ironie de « bataille », elle prend conscience de la gravité de la situation lors de l'assassinat de Mercutio et Tybalt. Dans la plupart des spectacles, elle apparaît souvent avec une escorte, généralement des danseurs/danseuses. Si elle est parfois en désaccord avec Benvolio, elle peut compter sur son soutien infaillible. Dans la production hongroise, elle est plus active et virulente, s'opposant frontalement avec Lady Capulet. Lors de la chanson finale Bűnösők (Coupables), effondrée, elle s'appuie sur Benvolio pour se rendre auprès de la dépouille de son fils.
Lady Capulet tient un rôle majeur et représente le plus souvent la voix de la raison. Dans les productions hongroise du Budapesti Operettszínház et japonaise de la Tōhō, elle est en revanche la véritable cheffe de famille ; elle s'avère aussi agressive et virulente que son neveu Tybalt, avec lequel elle entretient par ailleurs une relation très ambiguë. Dans ces cas précis, Lady Capulet apparaît comme un personnage sensuel et séducteur, bien au fait de ses charmes - c'est toutefois la perte de son neveu qui signe la chute morale du personnage. Symboliquement, dans la version italienne, ce sont les mères qui se réconcilient sur les dépouilles de leurs enfants.
Le rôle de Tybalt a lui aussi évolué : d'un personnage très violent et belliqueux, uniquement tourné vers l'honneur de sa maison, il s'est vu doté d'une personnalité plus complexe. Ici, il s'agit d'un jeune homme moins manichéen, son comportement étant la résultante d'une enfance bercée par la haine. Il n'est pas incapable d'amour, la trame de Presgurvic lui prêtant une passion non réciproque pour sa cousine Juliette.

### Création de nouveaux personnages
De nouveaux personnages tels que La Mort (productions française, belge, néerlandaise, russe, coréenne, taïwanaise, mexicaine et japonaise) ou Le Poète (production française) n'apparaissent que par effet dramatique.
La Mort est incarnée par une femme sur la scène française mais par un homme dans les clips de Vérone et des Rois du monde. Son rôle est masculin dans certaines productions, par exemple dans la version japonaise de la Tōhō et l'adaptation russe.

### Les morts des amants
Les morts des protagonistes diffèrent selon la production, certaines s'éloignant grandement du final imaginé par le Barde d'Avon. À noter également que Paris ne meurt pas dans la plupart des productions. Seules les versions hongroises et italiennes montrent son assassinat de la main de Roméo.
- Version française : Dans la production française, Roméo chante Mort de Roméo, avant que la danseuse incarnant La Mort ne le tue d'un baiser. Quand Juliette se réveille et découvre son cadavre, elle entonne La mort de Juliette puis se poignarde avec la dague de Roméo, donnée par La Mort.
- Version franco-québécoise : Après avoir chanté Mort de Roméo, ce dernier boit du poison et s'effondre à côté de Juliette. Cette dernière se réveille et le trouve mort. Elle chante La mort de Juliette, la tête de Roméo sur ses genoux, puis met fin à ses jours avec la dague de Roméo.
- Version anglaise : Roméo et Juliette se tuent tous les deux avec la dague du jeune homme.
- Version hongroise et roumaine : La production du Budapesti Operettszínház et celle du Teatrul National Opereta 'Ion Dacian' comprennent sans doute le dénouement le plus violent et le plus graphique. Après avoir tué Paris, Roméo, hagard et désespéré, enlace son épouse en chantant Úgy fáj (reprise de Miért fáj?, version hongroise de J'ai peur) ou De ce (reprise, version roumaine de J'ai peur). Il attache Juliette à lui au moyen de sa ceinture, puis se pend à la potence. Elle se réveille suspendue à son amant, dans le vide, et hurle sa souffrance. Elle chante alors Júlia halála / Moartea Julietei (La mort de Juliette) en s'ouvrant les veines avec le poignard de Roméo. Le couple maudit est détaché par Frère Laurent[25].
- Version russe : La Mort, incarnée par un homme, n'embrasse pas Roméo mais aspire tout son fluide vital. Juliette se tue avec la dague de Roméo.
- Versions autrichienne, sud-coréenne et italienne[26] : Roméo boit une fiole de poison. Juliette se réveille juste au moment où Roméo meurt, tout comme dans la mise en scène de Baz Luhrmann. Elle s'éventre avec la dague de Roméo et expire contre lui.
- Version japonaise (Tōhō) : Après avoir chanté Mort de Roméo, ce dernier boit du poison fourni par la Mort, déguisée en apothicaire. Son agonie est douloureuse mais il parvient à sourire en contemplant sa bien-aimée. Après lui avoir effleuré le bras une dernière fois, il s'effondre aux côtés de Juliette. À son réveil, la jeune fille est enchantée de le découvrir à son chevet et pense qu'il s'est simplement endormi, épuisé par son long voyage depuis Mantoue. En se blottissant contre son torse, horrifiée, elle comprend que son époux s'est suicidé. Elle entonne La mort de Juliette tout contre Roméo puis se poignarde avec la dague de ce dernier. Elle expire à proximité de son mari, entrelaçant leurs mains dans un ultime effort. Durant ces deux chansons, l'ombre de la Mort apparaît dans le décor. Elle surplombe le couple maudit et observe les amants mettre fin à leurs jours[27].

### Les costumes
Les costumes varient régulièrement d'une production à l'autre, chaque pays ayant insufflé une note particulière à son esthétisme.
- Version française : Les costumes sont inspirés du XVIe siècle avec une touche de XXe siècle. Ils sont en grande partie faits en similicuir. Les costumes des Montaigu sont dans les tons bleus, ceux des Capulet sont dans les tons rouges, les costumes des dignitaires de Vérone sont marrons, comme celui porté par le Frère Laurent. Le Prince de Vérone arbore du gris et du noir, Pâris opte pour le doré.
- Version franco-québécoise : Les costumes reprennent les codes de la version française, excepté celui de Juliette qui propose une variation dans les tons blancs et argentés.
- Versions belge et néerlandaise : La plupart des costumes reprennent les designs français. Ceux de Lady Montaigu, du frère Laurent, de la Nourrice et de Mercutio présentent cependant des variations. Juliette porte des robes de bal et de mariage plus épurées.
- Version anglaise : Les costumes de la production anglaise proposent un nouveau parti-pris. Ils sont un mélange de différents styles : renaissance, victorien, élisabéthain et fin du XXe siècle. Les costumes des Capulet sont bleu foncé et blancs, tandis que ceux des Montaigu sont rouge foncé et noirs. Juliette porte essentiellement du blanc.
- Version hongroise : Rita Velich, récompensée par le prestigieux Prix Mari-Jászai, insuffle une dimension plus provocante à la comédie musicale. Ses costumes mélangent les époques et les genres, futuristes pour certains (Benvolio), médiévaux excentriques pour d'autres (le Prince, Tybalt), bohèmes (Roméo) ou rock dans certains cas (Mercutio). La tenue de la nourrice évoque le style de la Belle Époque. Ils contribuent à renforcer la nature hors du temps du spectacle - un choix déjà souligné par l'esthétique post-apocalyptique et gothique des décors. À l'exception de quelques scènes, les codes couleurs ne sont plus présents. Certains passages viennent contrebalancer cette décision. Lady Capulet et Lady Montaigu portent les teintes attribuées par la comédie musicale française, notamment dans Gyűlölet (La haine), où la première arbore une robe grenat à sequins et la seconde une combinaison bleue violacée à bustier. Lors du bal, Juliette apparaît dans une robe corset en satin rouge, Roméo dans une chemise bleue, foulard léger assorti et pantalon de cuir noir. Le couple arbore cependant des tenues dans les teintes blanches et beiges durant le premier acte ; leurs vêtements vont devenir de plus en plus sombres dans le second acte. Dès la mort de Tybalt, Roméo portera ainsi une tenue intégralement noire avec un ample manteau camel, Juliette dissimulera ses toilettes immaculées sous une veste en cuir sombre (peut-être celle de son amant). Tout comme celle du bal, la robe de mariée choisie par Juliette est beaucoup plus osée que celle des précédentes productions : de coupe empire (cintrée sous la poitrine), elle est très décolletée, avec des manches amples en dentelle délicate et un fin ruban noué en guise de ceinture. Pour se présenter discrètement à la chapelle, elle se dissimule sous un lourd chaperon en velours noir, bordé de bleu, rappelant le foulard de Roméo. Ce dernier porte lui aussi un ensemble blanc (une chemise échancrée pourvue d'un col en V et pantalon assorti), caché par un capuchon noir similaire à celui de son amante. Suivant la trame shakespearienne, Juliette porte sa robe de mariée lorsqu'elle est déposée dans la crypte familiale : elle se suicide donc dans cette tenue.
- Version russe : De nombreux costumes sont un mélange des productions française et belge. D'autres sont des créations originales, comme celui de La Mort.
- Version autrichienne : la costumière Dominique Borg opte pour une direction plus futuriste. Les costumes de cette production sont plus dénudés, rappelant la nature charnelle de la pièce, mais conservent malgré tout une note médiévale.
- Version coréenne[28] : Laurent Dejardin livre des costumes dans un esprit haute couture, contemporains, à la fois urbains et baroques. Il mise sur l'anachronisme pour empêcher toute identification claire d'époque ou de lieu. Le code couleur est globalement le même que dans la version française d'origine : rouge agrémenté de touches d’or et de noir pour les Capulet ( « ligne militaire, structurée, austère »), bleu réhaussé d'argent pour les Montaigu (ligne « bohème, tzigane, dénudée, floue, aérienne »). Un soin tout particulier est apporté au style de Mercutio, personnage plus volubile et instable que dans la production initiale. La lignée de Mercutio est cette fois la même que dans la pièce shakespearienne : il est le neveu du Prince, en conséquence, il ne peut se permettre de brandir ouvertement la couleur des Montaigu. Il porte donc du violet, obtenu par le mélange du pourpre et du bleu. Son tempérament emporté se traduit par « la pointe du col de son manteau, un peu agressive ». Le violet est également la couleur de la robe portée par Juliette lors de son mariage : elle arbore une tenue qui mêle les couleurs de sa famille à celles de son époux.

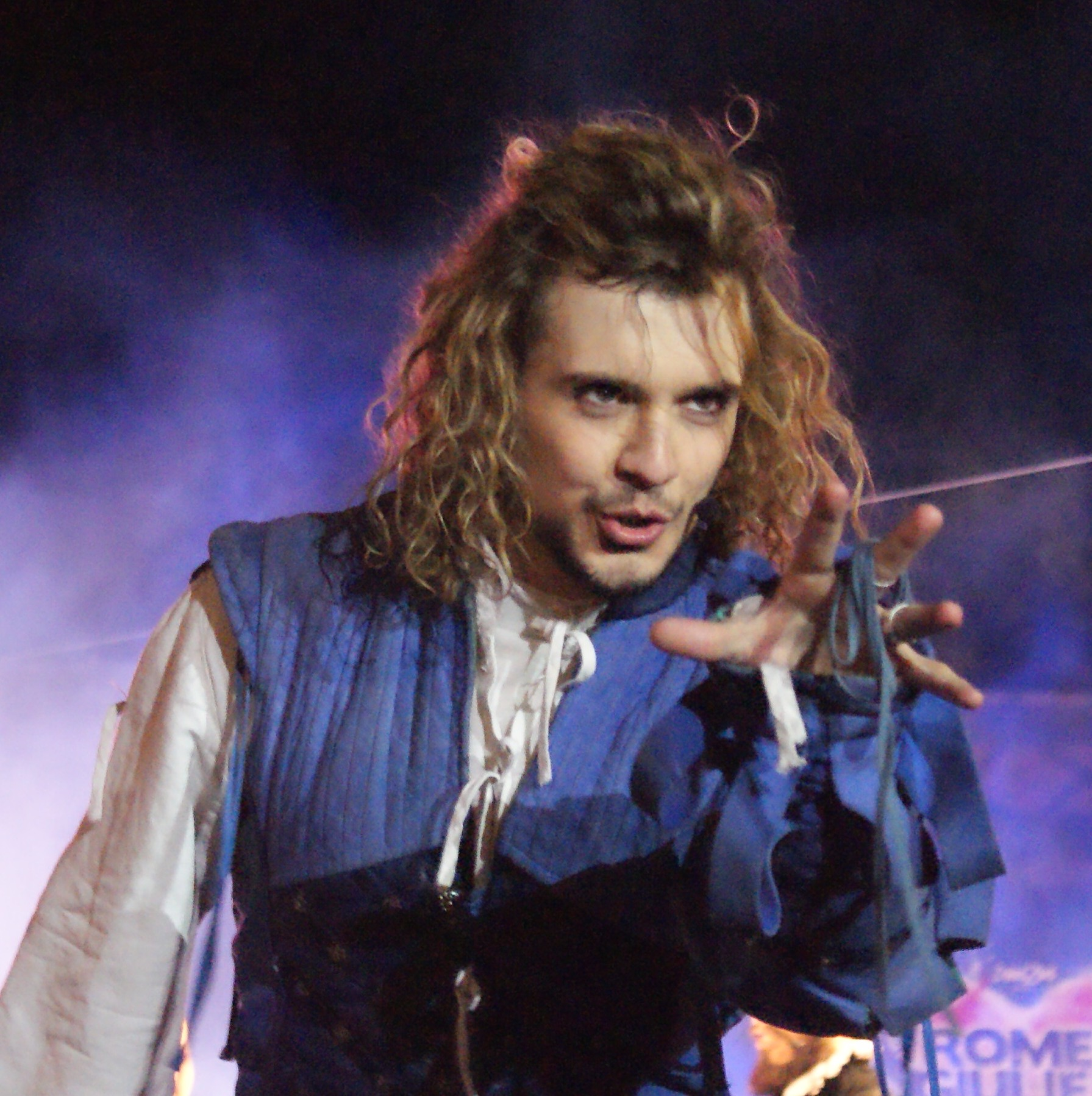
Luca Giacomelli Ferrarini en costume de Mercutio pour la production italienne.

- Version italienne : les costumes sont signés par le français Frédéric Olivier, célèbre couturier ayant œuvré pour divers comédies musicales et opéras. Pour son travail sur Ama e cambia il mondo, il a remporté le prix des meilleurs costumes aux Oscar Italiani del Musical[29]. Il opte ici pour un croisement entre la Renaissance et une esthétique haute couture, reprenant le code couleur habituels des deux maisons. La jeunesse véronaise porte pour l'essentiel des pourpoints stylisés largement ouverts et des pantalons modernes. Les figures adultes ou d'autorité arborent des vêtements plus imposants, plus lourds. Les jeunes protagonistes semblent en avance sur leur temps, là où leur famille respective reste engoncée par le passé. Entre ces deux extrêmes, le Prince possède l'une des tenues les plus spectaculaires et avant-gardistes : sous un opulent manteau bronze et or, il apparaît torse nu, la gorge prise dans une large fraise, la taille ceinte d'une immense ceinture soulignant sa stature. Le vêtement semble contraignant mais est contrebalancé par son buste dénudé, révélant la dualité de son personnage : à la fois autoritaire, fortuné et imposant, il est aussi un homme de chair et de sang, sensible à la luxure et obsédé par sa descendance - ces facettes sont soulignées par la chanson Il potere / Le pouvoir. La veste en jean de Roméo, dont le dos est orné d'une représentation christique, semble être inspirée par la chemise de Leonardo DiCaprio dans Roméo + Juliette. Juliette ne porte jamais de vêtements rouges ou bleus mais une gamme de tenues allant du rose pâle au crème en passant par le blanc immaculé - l'innocence de son caractère et sa volonté d'échapper aux conflits se traduit donc par son apparence. Elle ne se soucie guère des tensions entre Capulet et Montaigu, se soustrait à l'autorité familiale et ne doit allégeance qu'à elle-même ou son amour. Hormis sa toilette de bal (dont elle usera également pour son mariage), elle mise essentiellement sur des robes épurées et légères, dont une nuisette en tulle translucide pour sa nuit de noces. Lors du bal, les costumes évoquent un carnaval bariolé, très contemporain, dans l'esprit des festivités brésiliennes. Les tenues sont multicolores, les danseurs sont tous affublés de masques d'animaux : Pâris (danseur classique dans cette version) arbore par exemple une tête de cheval. Pour le jeune Comte, les couleurs prédominantes sont le vert et le doré, rappelant sa fortune et son rang.
- Versions japonaises : la première version signée Tōhō opte pour des costumes alliant la fin du XIXe siècle (redingote, robe imposante) et la scène rock (pantalon rouge, vêtements à motif floral, léopard ou crocodile). Roméo et Juliette portent essentiellement du blanc, couleur de deuil dans la culture nippone, comme annonciatrice des malheurs à venir. La seconde production Tōhō joue encore davantage sur les anachronismes. Les jeunes Capulet ont un style rock, avec de nombreux jeux sur les fermetures éclairs et de matière, beaucoup de cuir, le tout dans une dominance de rouge et de noir. Les jeunes Montaigu ont un look grunge/punk avec des rangers, vestes bariolées ou en jean, dreadlocks, le tout dans une dominance bleue/blanche. À noter que pour se fondre parmi les invités lors du bal, Benvolio, Mercutio et Roméo optent pour le style des Capulet et leur code couleur. Les tenues de Juliette évoquent le style de la fin des 60's et du début des 70's. Cela l'oriente davantage vers l'univers de Grease avec une veste Letterman, des Converse ou des escarpins à petits talons et des robes de coupe pin-up à jupon. Sa robe de bal l'associe au mouvement Lolita. Pâris a un look exagérément précieux, inspiré du dandysme, rappelant la nature superficielle et vaniteuse du personnage. Lady Capulet et Lady Montaigu possèdent une garde robe proche des années 1940 : la jupe est droite, la veste croisée et bordée de fourrure. La Mort arbore un costume strict, sombre et sans fioriture, avec un fédora qui dissimule en grande partie son visage. Plus la Faucheuse se rapproche des protagonistes, plus sa tenue est dépouillée : le danseur qui l'incarne est uniquement vêtu d'un pantalon noir fluide sur les derniers tableaux.